# Arco do Triunfo (França)
O Arco do Triunfo (francês: Arc de Triomphe) é um monumento localizado na cidade de Paris, construído em comemoração às vitórias militares de Napoleão Bonaparte, o qual ordenou a sua construção em 1806, aos moldes dos arcos triunfais romanos. Inaugurado em 1836, a monumental obra detém, gravados, os nomes de 158 batalhas e 660 líderes militares. Em sua base, situa-se o túmulo do soldado desconhecido (1920). O arco localiza-se na praça Charles de Gaulle, no encontro da avenida Champs-Élysées. Nas extremidades da avenida encontram-se a Praça da Concórdia e, na outra, La Défense.
Projetado pelo arquiteto francês Jean Chalgrin, o monumento tem 50 metros de altura por 45 metros de largura e 22 metros de profundidade. O Arco de Tito, em Roma, serviu de inspiração para a sua concepção. A escala do Arco do Triunfo é tão massiva que, três semanas após o desfile da vitória de 1919 em Paris (que marcou o fim da Primeira Guerra Mundial) o aviador Charles Godefroy conseguiu fazer passar o seu biplano pelo centro.
O Arco do Triunfo faz parte do Eixo Histórico (Axe historique) – uma série de monumentos e grandes vias públicas num percurso que vai desde o pátio do Louvre até ao Grande Arco de la Défense. Este foi o arco do triunfo mais alto do mundo até à construção do Monumento a la Revolución no México em 1938 (de 67 metros). O Monumento está aberto diariamente das 10h00 às 22h30.

## História

### Construção e final do século XIX

As avenidas irradiam do Arco do Triunfo na praça Charles de Gaulle, a antiga Place de l'Étoile.

O Arco do Triunfo está localizado na margem direita do Sena no centro de uma configuração dodecagonal de doze avenidas irradiantes. Foi encomendado em 1806, após a vitória em Austerlitz pelo Imperador Napoleão no auge de sua fortuna. Somente a colocação dos alicerces levou dois anos e, em 1810, quando Napoleão entrou em Paris pelo oeste com sua nova esposa, Arquiduquesa Maria Luísa da Áustria, ele mandou construir uma maquete de madeira do arco completo. O arquiteto, Jean Chalgrin, morreu em 1811 e o trabalho foi assumido por Jean-Nicolas Huyot.
Durante a Restauração Bourbon, a construção foi interrompida, e só seria concluída durante o reinado de Luís Filipe I, entre 1833 e 1836, pelos arquitetos Goust e, posteriormente, Huyot, sob a direção de Louis-Étienne Héricart de Thury. O custo final foi de cerca de 10 000 000 francos (equivalente a aproximadamente € 65 milhões ou $ 75 milhões em 2020).
Em 15 de dezembro de 1840, trazido de volta à França de Santa Helena, os restos mortais de Napoleão passaram sob o Arco a caminho do local de descanso final nos Les Invalides. Antes do enterro no Panteão, o corpo de Victor Hugo foi exposto sob o Arco na noite de 22 de maio de 1885.

### Século XX

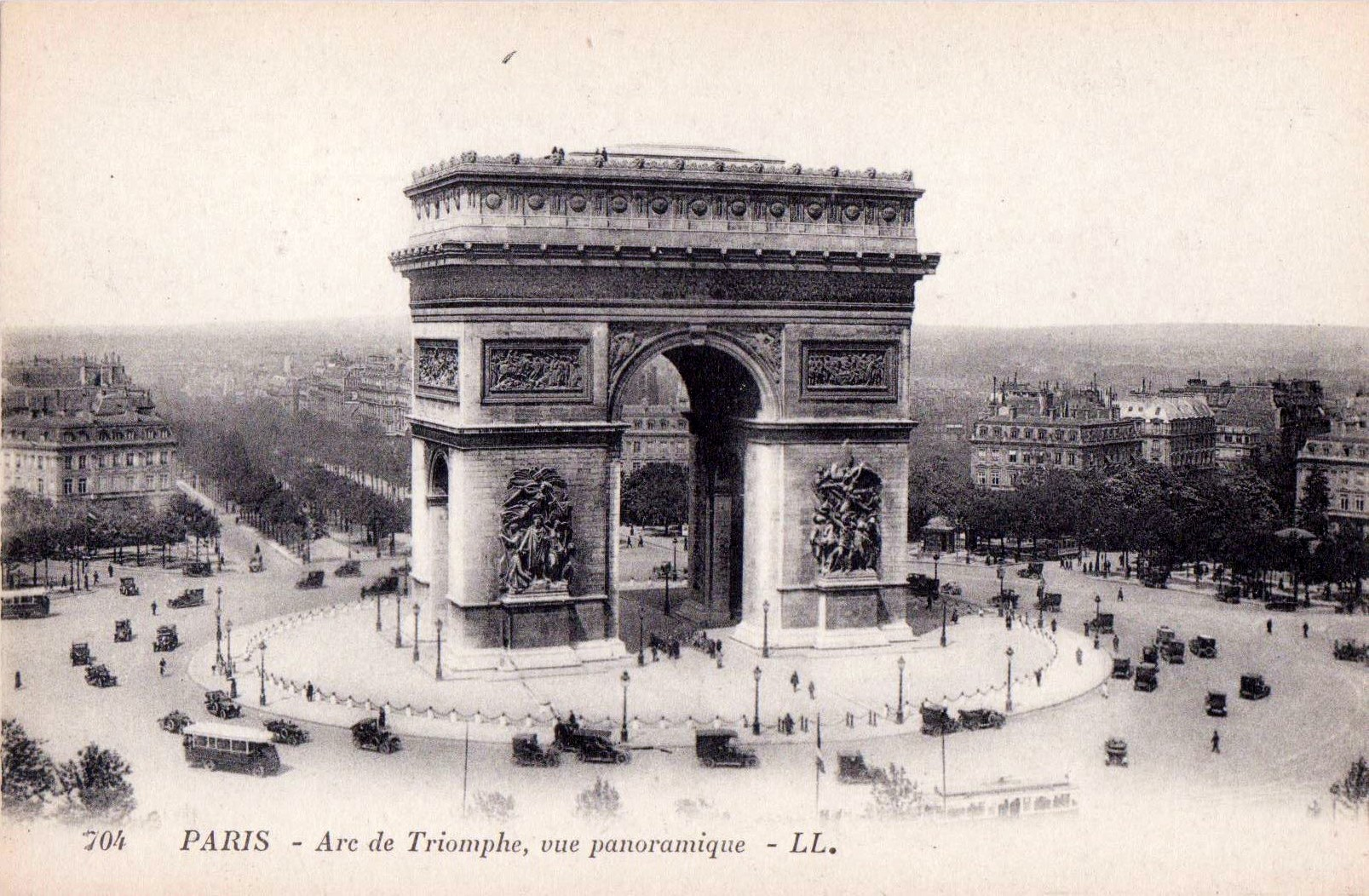
Arco do Triunfo, cartão postal, c. 1920.

Diz-se que a espada carregada pela República no relevo Marseillaise quebrou no dia em que a Batalha de Verdun começou em 1916. O relevo foi imediatamente coberto por lonas para ocultar o acidente e evitar interpretações negativas.
Em 7 de agosto de 1919, três semanas após o desfile da vitória em Paris em 1919 (marcando o fim das hostilidades na Primeira Guerra Mundial), Charles Godefroy voou com seu biplano Nieuport sob a abóbada principal do arco, com o evento capturado em cinejornal. Jean Navarre foi o piloto incumbido de fazer o voo, mas ele morreu em 10 de julho de 1919 quando caiu perto de Vélizy-Villacoublay enquanto treinava para o voo.
Após sua construção, o Arco do Triunfo tornou-se o ponto de encontro das tropas francesas desfilando após campanhas militares bem-sucedidas e para o desfile militar anual do Dia da Bastilha. Desfiles de vitória famosos em torno ou sob o Arco incluíram os alemães em 1871, os franceses em 1919, os alemães em 1940 e os franceses e aliados em 1944 e 1945. Um selo postal dos Estados Unidos de 1945 mostra o Arco do Triunfo ao fundo enquanto tropas americanas vitoriosas marcham pelo Champs-Élysées e aviões americanos voam sobre a cabeça em 29 de agosto de 1944. Após o enterro do Soldado Desconhecido, no entanto, todos os desfiles militares (incluindo os mencionados após 1919) evitaram marchar pelo arco real. A rota seguida é até o arco e depois ao redor de seu lado, em respeito ao túmulo e seu simbolismo. Tanto Hitler em 1940 quanto Charles de Gaulle em 1944 observaram este costume.

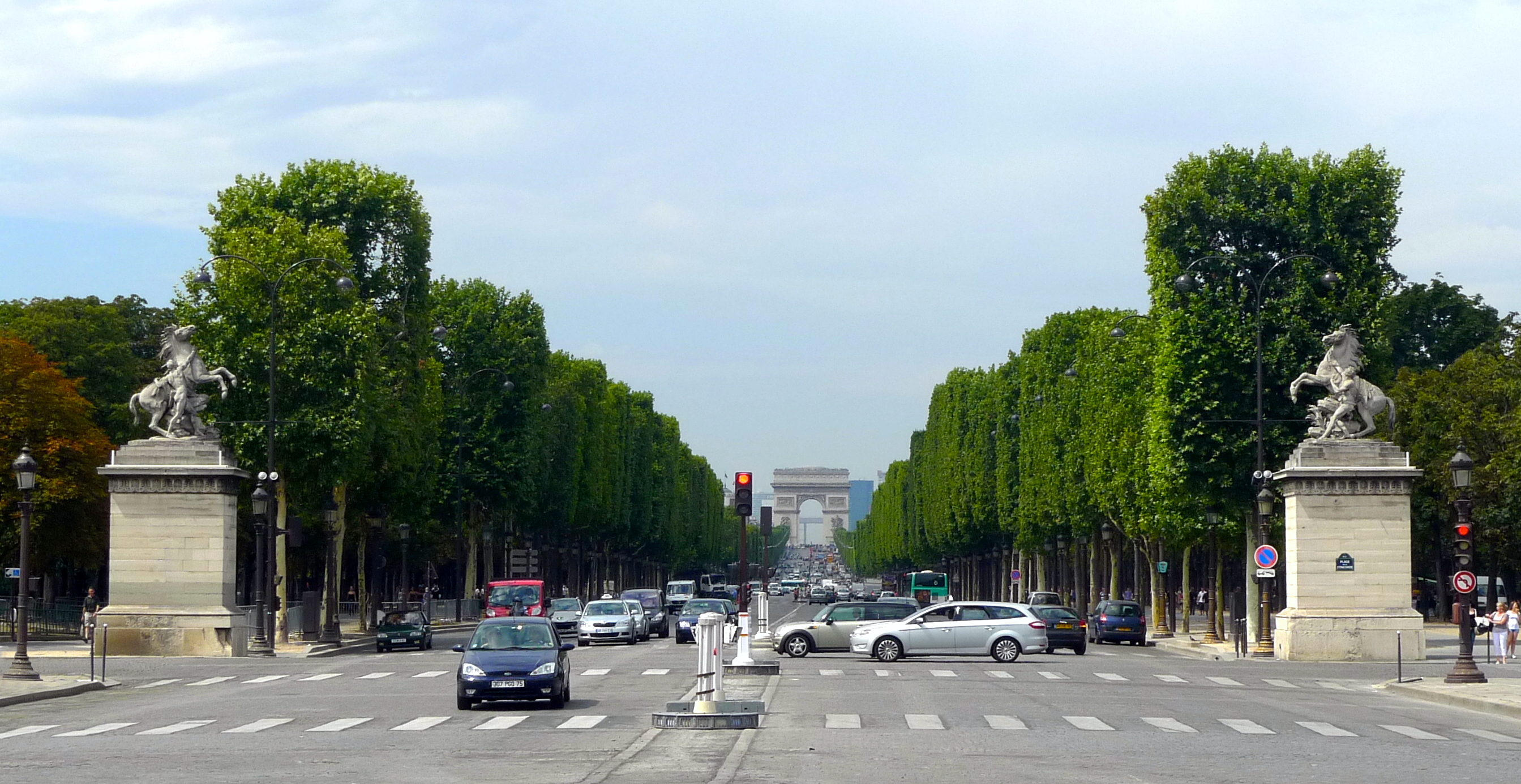
O Arco do Triunfo está localizado no Axe historique de Paris, uma longa perspectiva que vai do Louvre até o Grande Arco de la Défense.

No início dos anos 1960, o monumento ficou muito enegrecido pela fuligem do carvão e pelo escapamento dos automóveis, e durante 1965–1966 foi limpo por meio de branqueamento. No prolongamento da Avenue des Champs-Élysées, um novo arco, o Grande Arco de la Défense, foi construído em 1982, completando a linha de monumentos que forma o Axe historique de Paris. Após o Arco do Triunfo do Carrossel e o Arco do Triunfo de l'Étoile, o Grande Arco é o terceiro arco construído na mesma perspectiva.
Em 1995, o Grupo Islâmico Armado colocou uma bomba perto do Arco do Triunfo que feriu 17 pessoas como parte de uma campanha de bombardeios.
Em 12 de julho de 1998, quando a França venceu a Copa do Mundo FIFA pela primeira vez, após derrotar o Brasil por 3–0 no Stade de France, imagens dos jogadores, incluindo o artilheiro Zinedine Zidane, seus nomes e mensagens comemorativas foram projetadas no arco.

### Século XXI
No final de 2018, o Arco do Triunfo sofreu atos de vandalismo como parte dos Protestos dos coletes amarelos. Os vândalos picharam o monumento com grafites e saquearam seu pequeno museu. Em setembro de 2021, o arco foi envolto em um tecido azul prateado e corda vermelha, como parte de L'Arc de Triomphe, Wrapped, um projeto póstumo planejado pelos artistas Christo e Jeanne-Claude desde o início dos anos 1960.

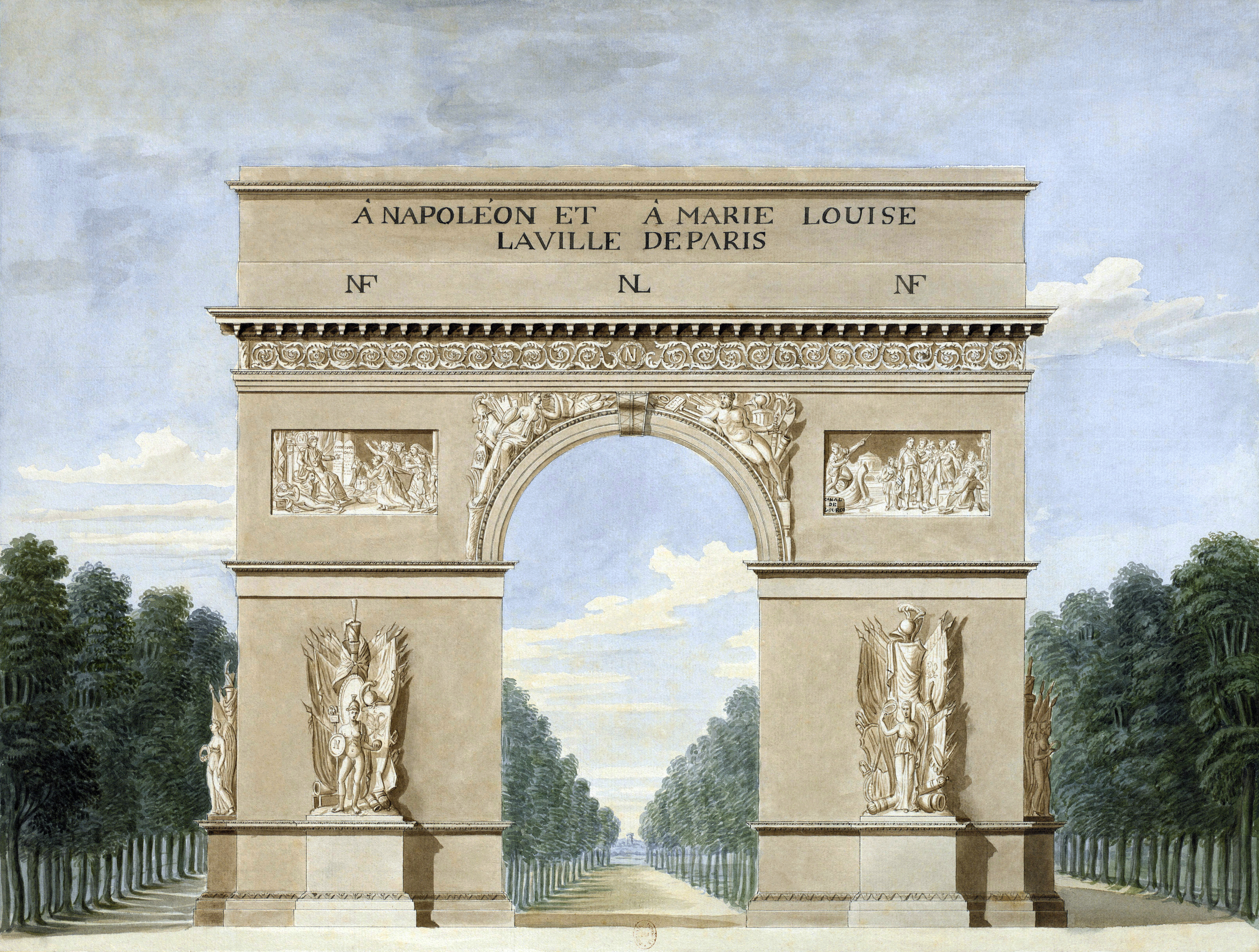
O Arco do Triunfo de madeira construído por ocasião da entrada em Paris de Napoleão e Maria Luísa em 1810.
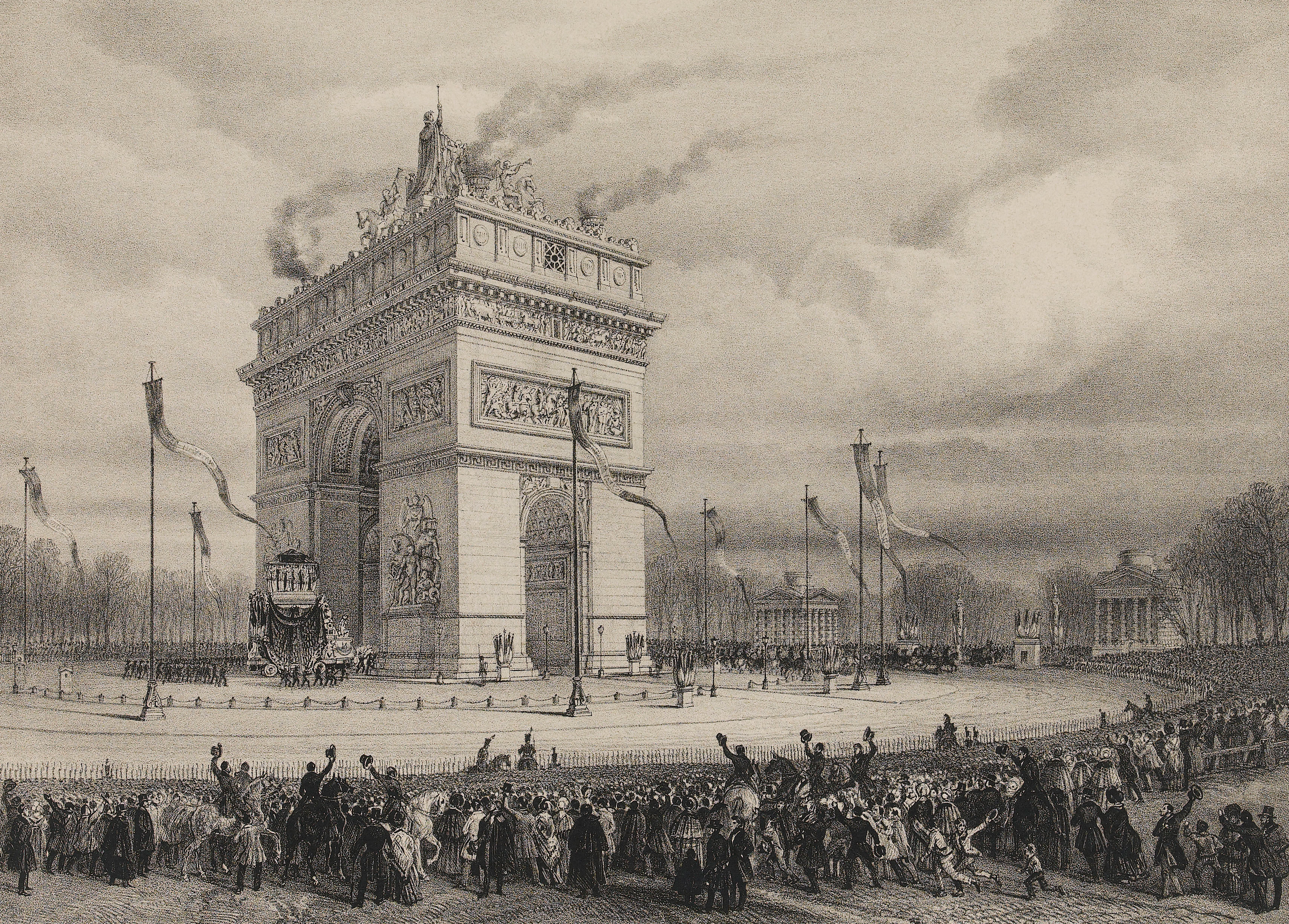
Funeral de Estado de Napoleão, 15 de dezembro de 1840.
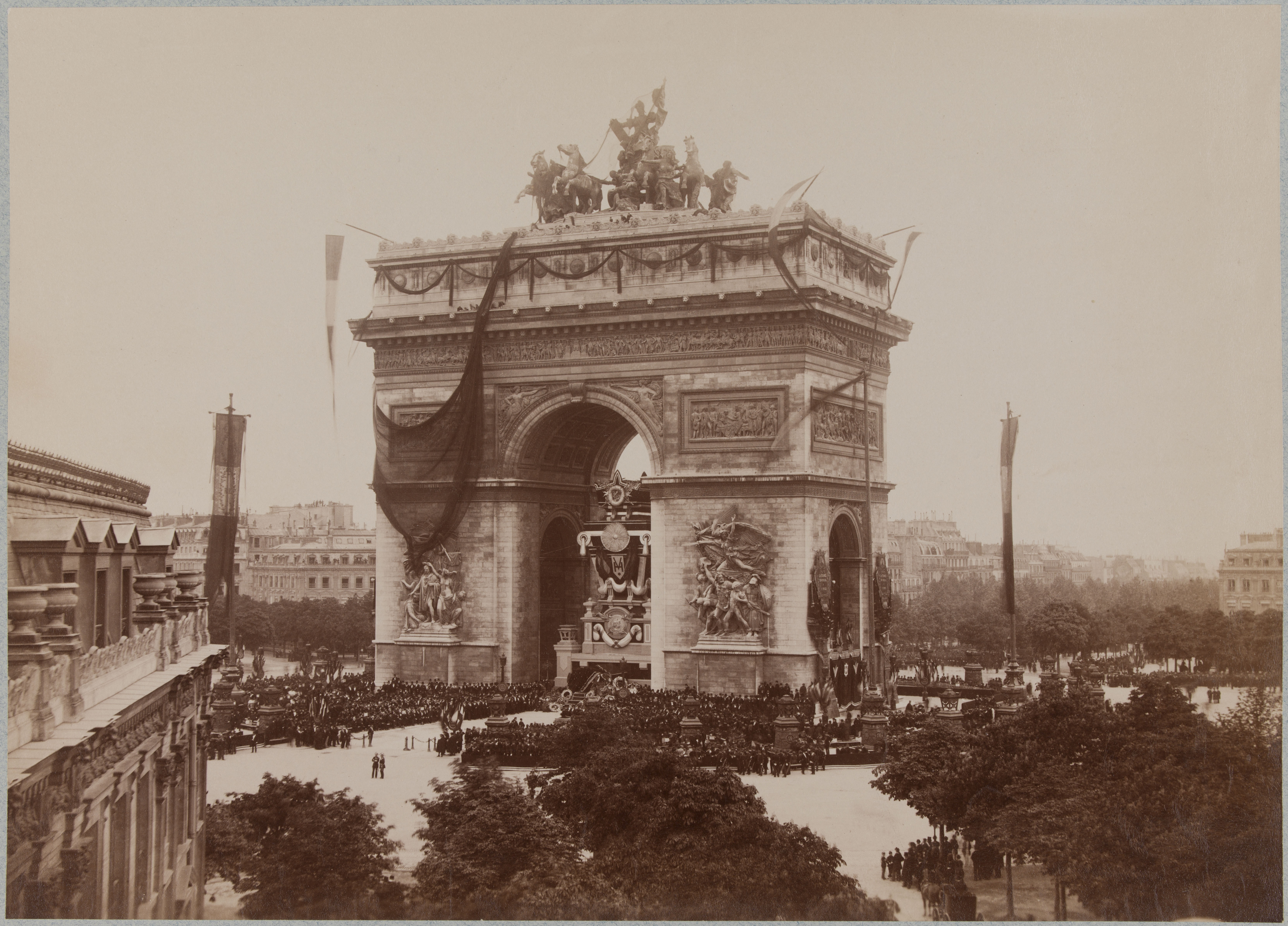
Funeral de Estado de Victor Hugo, 31 de maio de 1885.
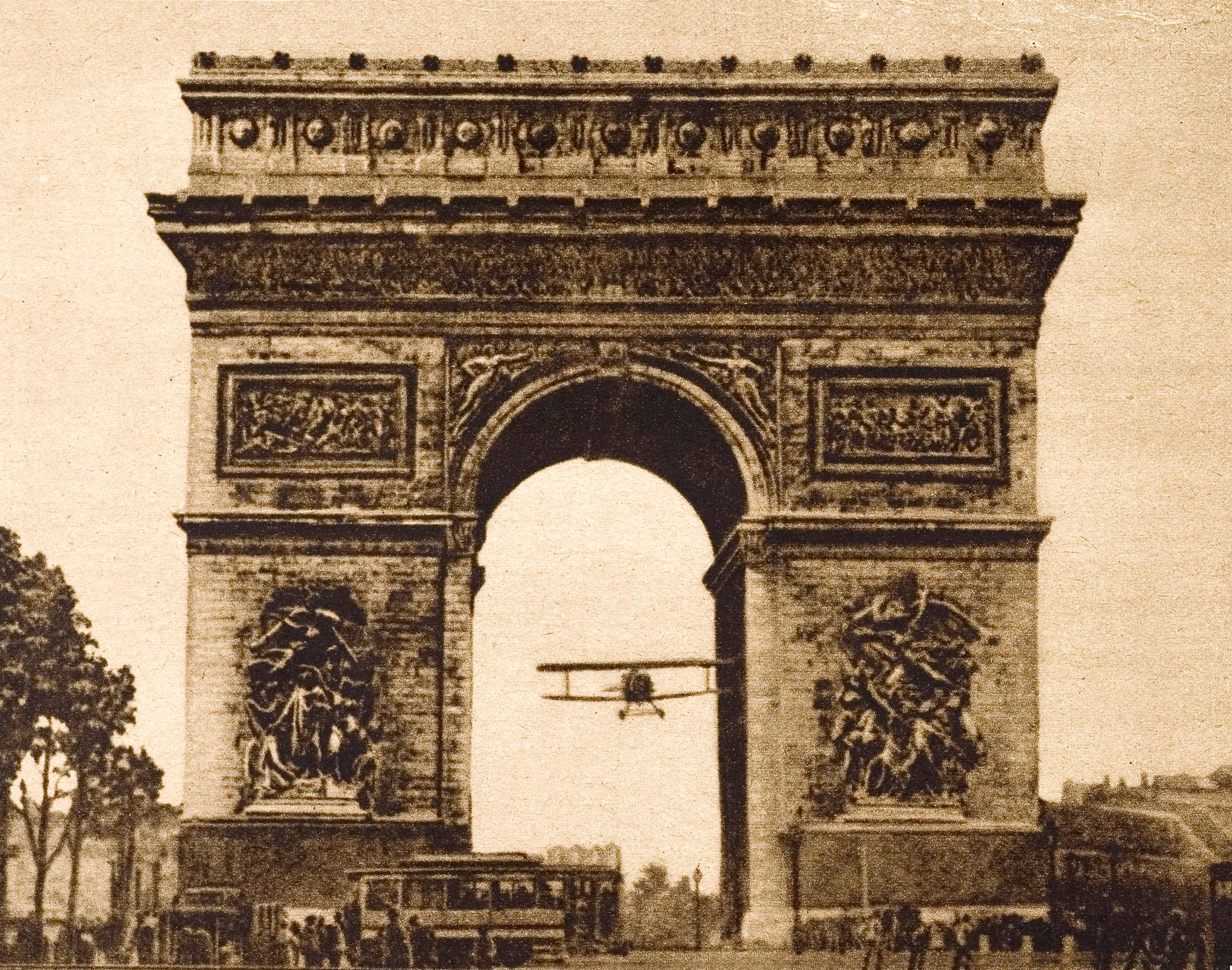
Charles Godefroy voando pelo Arco do Triunfo em 1919.
Fotografia aérea colorida do lado sul, publicada em 1921.
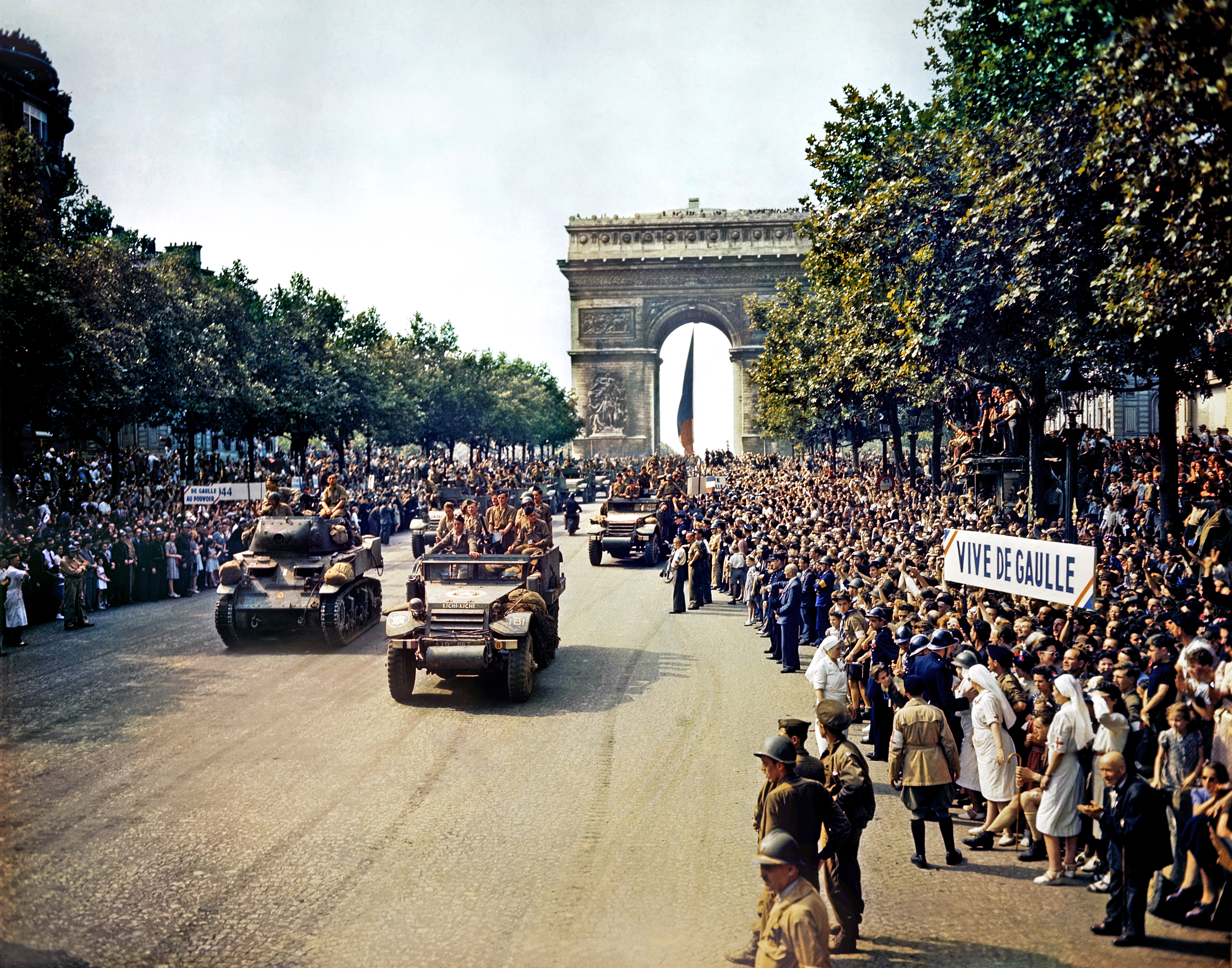
Forças da França Livre desfilando após a libertação de Paris em 26 de agosto de 1944.
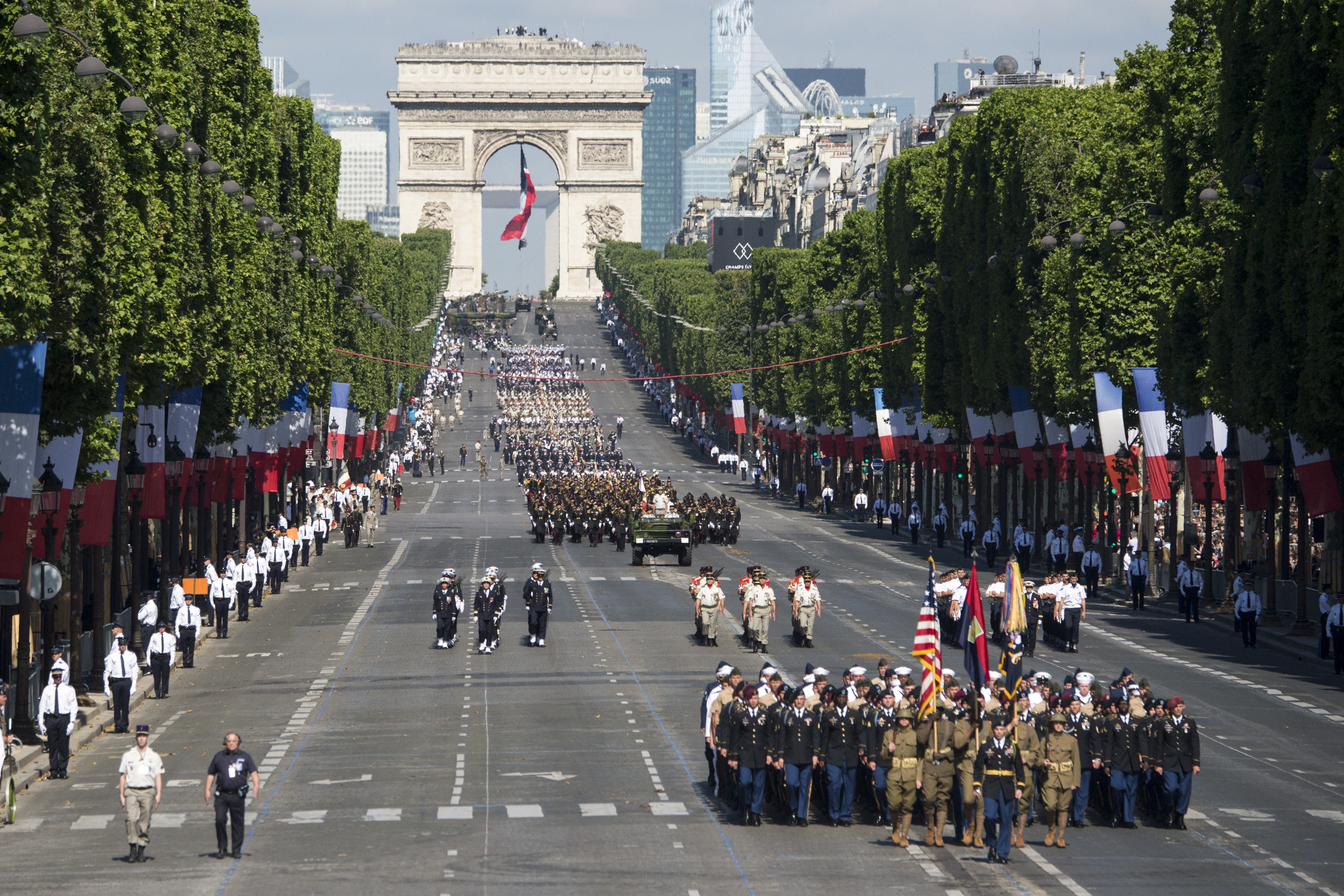
Desfile militar do Dia da Bastilha, 2017.
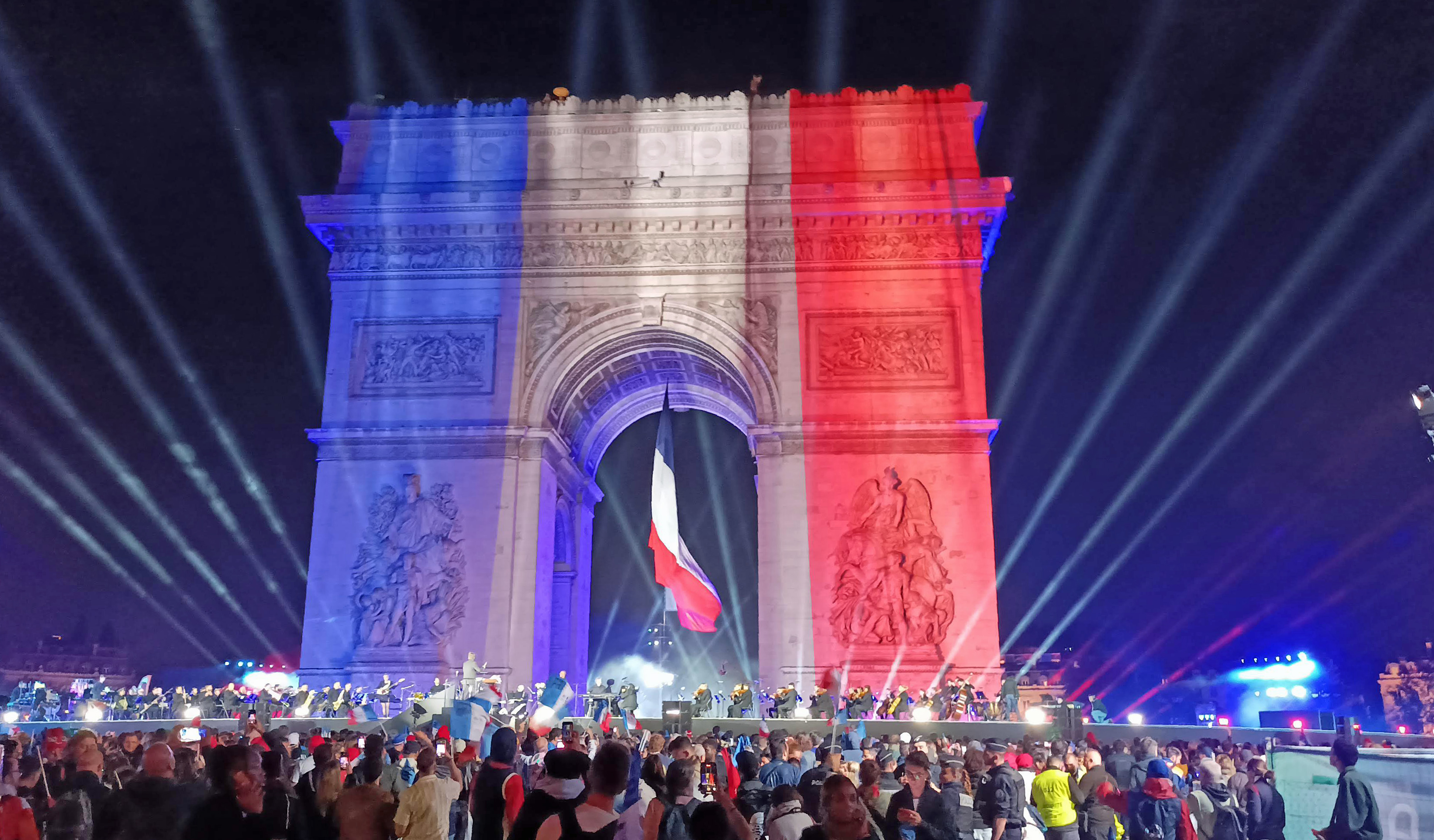
Iluminação do Arco do Triunfo durante os Jogos Olímpicos de Verão de 2024.

## Arquitetura

Arco do Triunfo à noite.

Diversos elementos arquitetônicos são dignos de detida e fiel observação. Trinta medalhões, localizados sob a bela cornija, fazem, cada qual, referência a importantes batalhas travadas pelo exército francês, dentre as quais Aboukir, Ulm, Austerlitz, Jena, Friedland e Moscou. O friso, por sua vez, retrata a partida (fachada leste) e o retorno (fachada oeste) das tropas imperiais, visto que estas conflitaram em diversas regiões do continente europeu.
Na fachada leste, os baixos-relevos aludem à batalha de Aboukir e à morte do general Marceau. À direita, situa-se a "Partida dos Voluntários de 1792" (ou "A Marselhesa") de François Rude, aptos a defender a recém-instaurada e revolucionária República. A liberdade, aqui, é representada pela guerreira e valente mulher, a comandar e a incitar o povo francês. À esquerda, situa-se o "Triunfo de Napoleão de 1810". Este belo alto-relevo, de Jean-Pierre Cortot, representa a paz e a conquista napoleônica, alcançados pela celebração do Tratado de Viena. Na alegoria, o imperador francês é coroado pela Vitória e reverenciado pela extinta Monarquia.
Na fachada oeste, os altos-relevos impressionam pela intensa carga emotiva. Verifica-se a submissão do povo ao Estado e a crença, pelos populares, na vitória das forças armadas.
No interior dos arcos menores, encimados por interessantes alegorias à marinha, à infantaria e a outras guarnições, constam gravados inúmeros nomes de importantes oficiais franceses, assim como diversas localidades nas quais se travaram decisivas batalhas no âmbito do expansionismo francês – Toulouse, Lille, Luxemburgo, Düsseldorf, Maastricht, Nápoles, Madrid, Porto, foz do rio Douro e Cairo, por exemplo.

Vista a partir do topo do Arco do Triunfo.

## Design

### Monumento

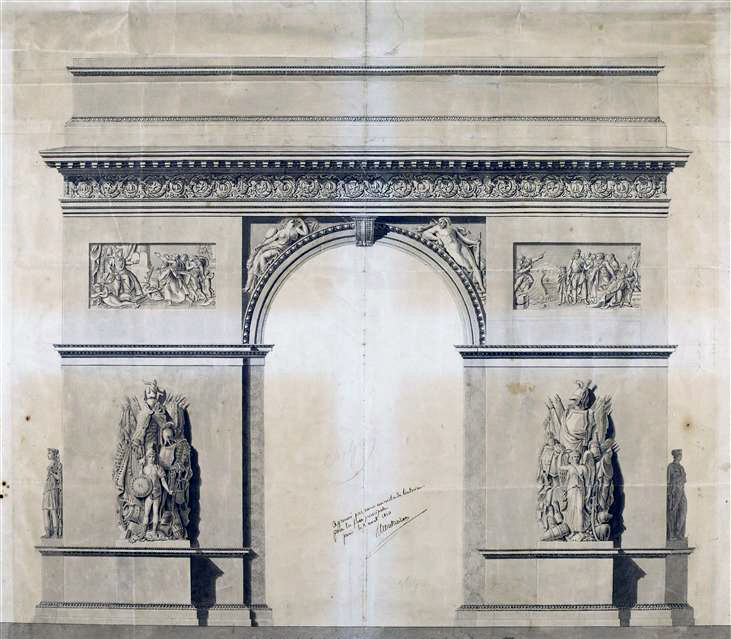
Desenho do Arco do Triunfo por Jean Chalgrin, 1806.

O design astylar é de Jean Chalgrin (1739-1811), na versão neoclássica da arquitetura da Roma Antiga. Os principais escultores acadêmicos da França estão representados na escultura do Arc de Triomphe: Jean-Pierre Cortot; François Rude; Antoine Étex; James Pradier e Henri Lemaire. As principais esculturas não são frisos integrais, mas tratadas como troféus independentes aplicados às vastas massas de alvenaria aparelhadas, não muito diferentes dos apliques de bronze dourado nos móveis do estilo Império. Os quatro grupos escultóricos na base do Arco são O Triunfo de 1810 (Cortot), Resistência e Paz (ambos por Antoine Étex) e o mais renomado de todos, A Partida dos Voluntários de 1792, comumente chamado de La Marseillaise (François Rude). O rosto da representação alegórica da França convocando seu povo nesta última foi usado como fivela de cinto para o posto honorário de Marechal da França. Desde a queda de Napoleão (1815), a escultura representando a Paz é interpretada como uma comemoração do Tratado de Paz de 1815.
No ático acima do friso ricamente esculpido de soldados estão 30 escudos gravados com os nomes das principais vitórias francesas nas Guerras Revolucionárias Francesas e nas Guerras Napoleônicas. As paredes internas do monumento listam os nomes de 660 pessoas, entre as quais estão 558 generais franceses do Primeiro Império Francês; Os nomes dos generais mortos em batalha estão sublinhados. Também estão inscritos, nos lados menores das quatro colunas de suporte, os nomes das principais vitórias francesas nas Guerras Napoleônicas. As batalhas que ocorreram no período entre a partida de Napoleão de Elba até sua derrota final em Waterloo não estão incluídas.
Durante quatro anos, de 1882 a 1886, uma escultura monumental de Alexandre Falguière coroou o arco. Intitulada Le triomphe de la Révolution ("O Triunfo da Revolução"), retratava uma carruagem puxada por cavalos preparando-se para "esmagar a Anarquia e o Despotismo".
Dentro do monumento, uma exposição permanente, concebida pelo artista Maurice Benayoun e pelo arquiteto Christophe Girault, foi inaugurada em fevereiro de 2007.

### Túmulo do Soldado Desconhecido

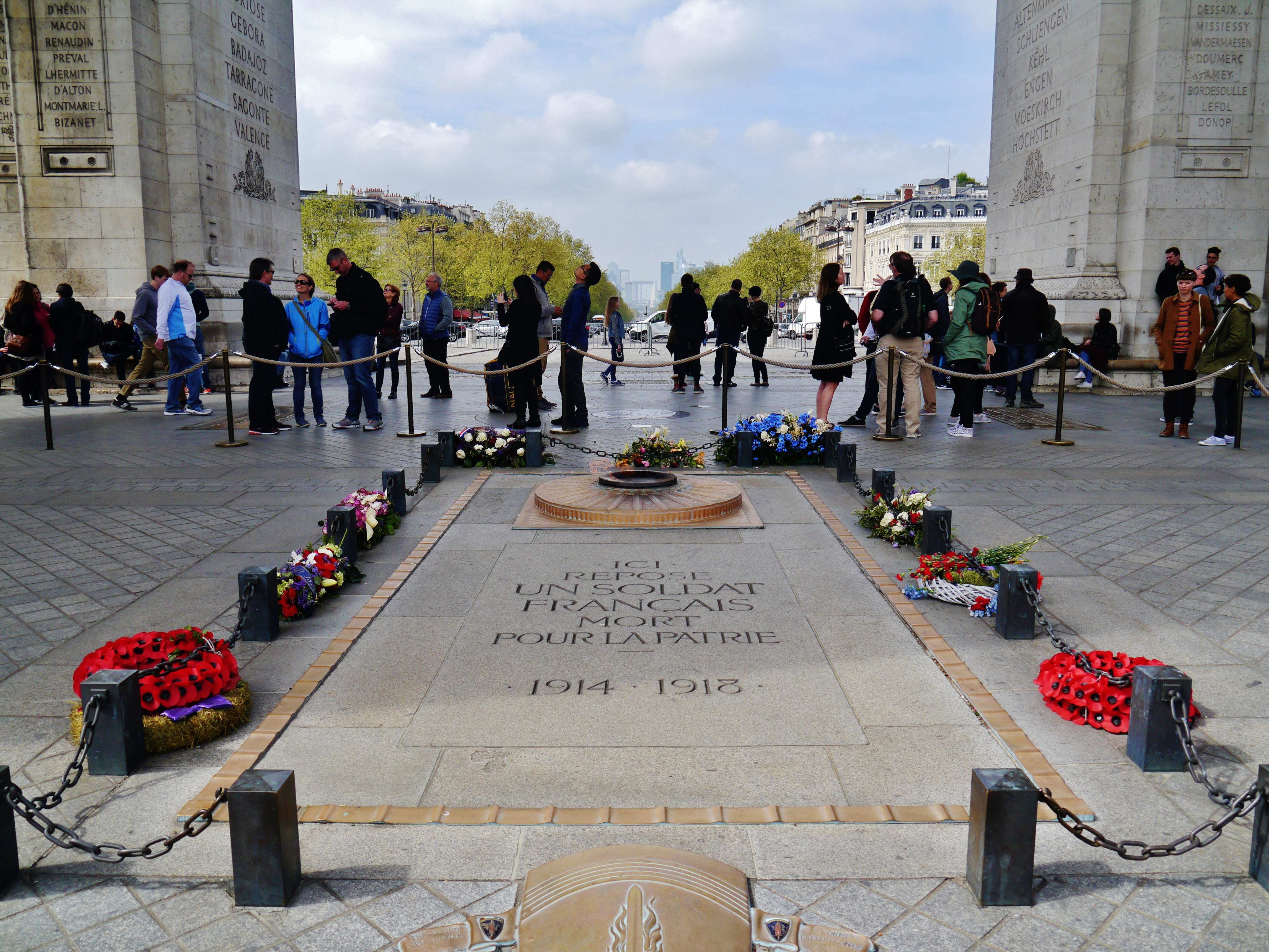
Túmulo do Soldado Desconhecido sob o Arco do Triunfo.

Sob o Arco está o Túmulo do Soldado Desconhecido da Primeira Guerra Mundial. Enterrado no Dia do Armistício de 1920, uma chama eterna arde em memória dos mortos que nunca foram identificados (agora em ambas as guerras mundiais).
Uma cerimônia é realizada no Túmulo do Soldado Desconhecido todo dia 11 de novembro, no aniversário do Armistício de 11 de novembro de 1918, assinado pelas Potências da Entente e Alemanha em 1918. Originalmente, foi decidido em 12 de novembro de 1919 enterrar os restos do soldado desconhecido no Panteão, mas uma campanha pública de cartas levou à decisão de enterrá-lo sob o Arco do Triunfo. O caixão foi colocado na capela do primeiro andar do Arco em 10 de novembro de 1920 e colocado em seu local de descanso final em 28 de janeiro de 1921. A placa no topo traz a inscrição: Ici repose un soldat français mort pour la Patrie, 1914-1918 ("Aqui repousa um soldado francês morto pela Pátria, 1914-1918").
Em 1961, o presidente dos EUA, John F. Kennedy, e a primeira-dama, Jacqueline Kennedy, prestaram suas homenagens no Túmulo do Soldado Desconhecido, acompanhados pelo presidente Charles de Gaulle. Após o assassinato do presidente Kennedy em 1963, a Sra. Kennedy lembrou-se da chama eterna no Arco do Triunfo e solicitou que uma chama eterna fosse colocada ao lado do túmulo de seu marido no Cemitério Nacional de Arlington, na Virgínia.

## Detalhes

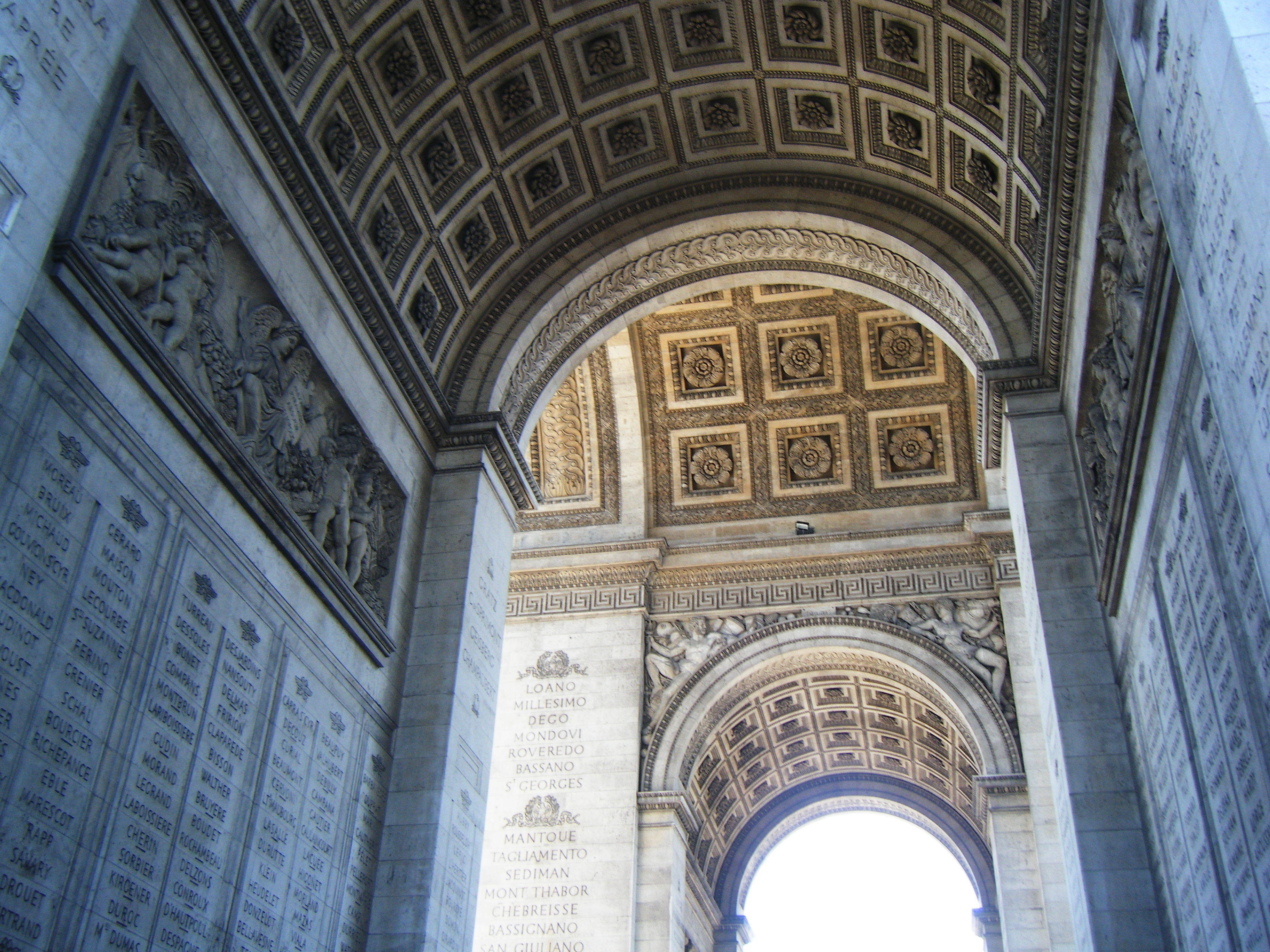
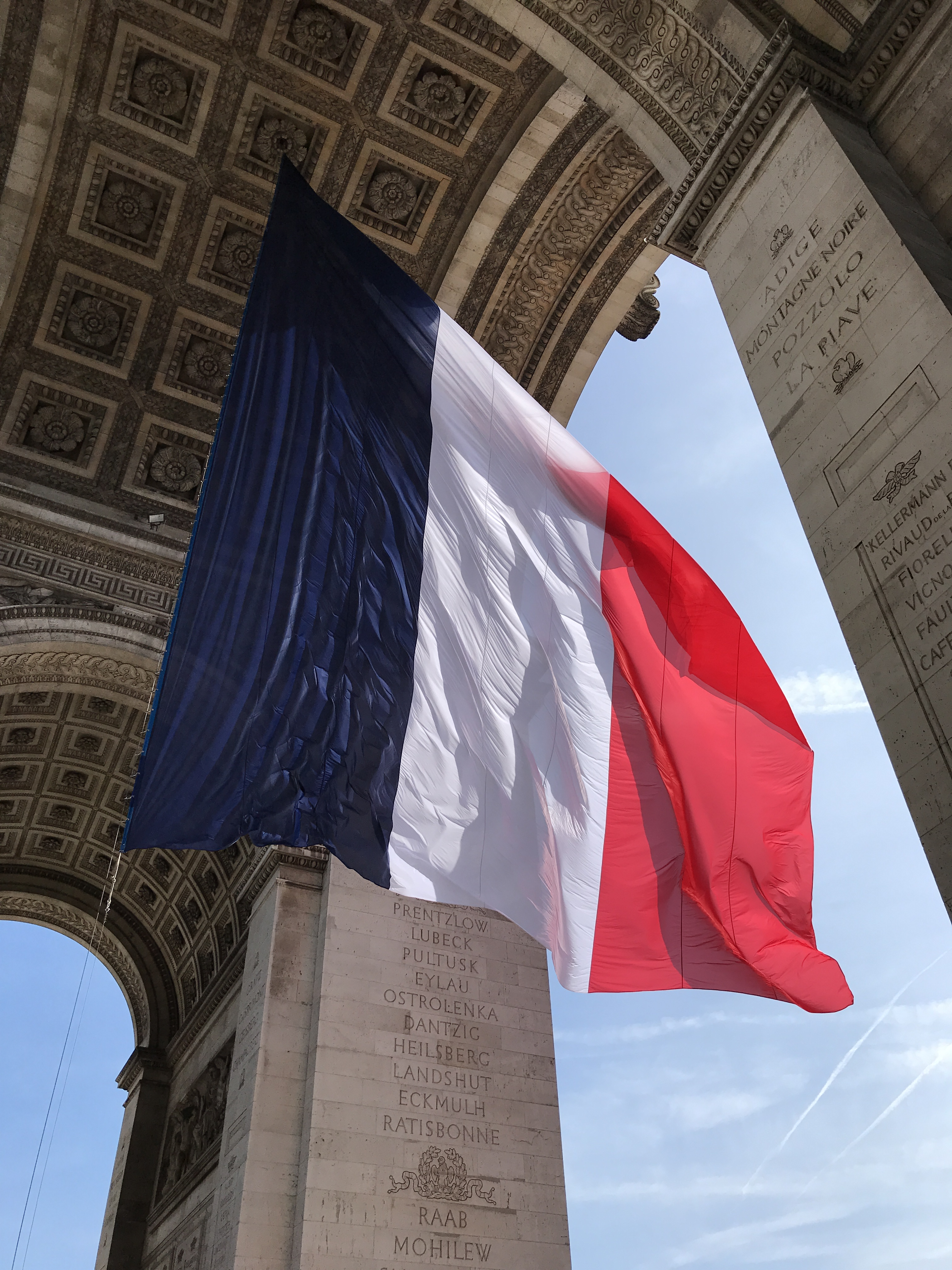
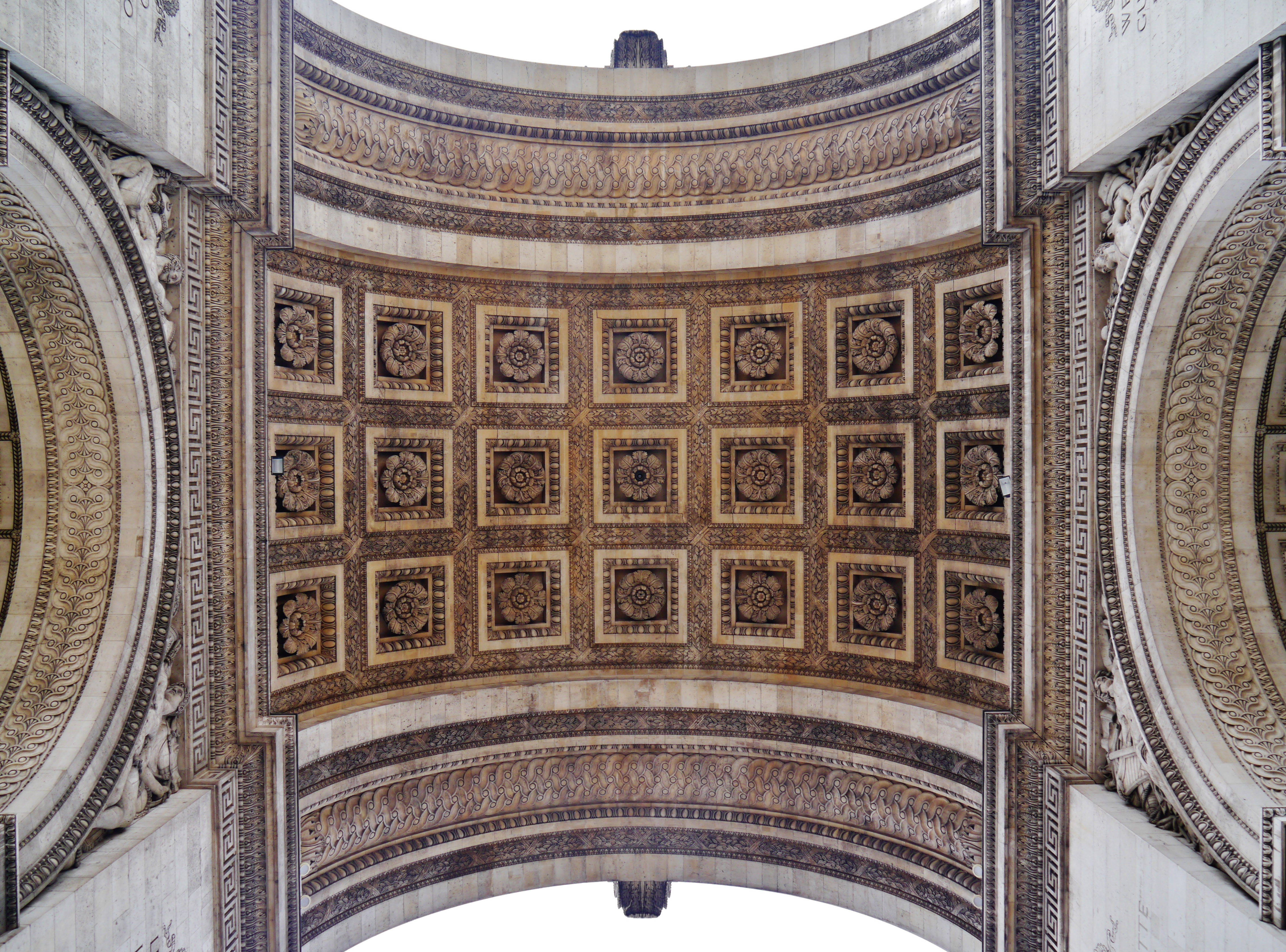
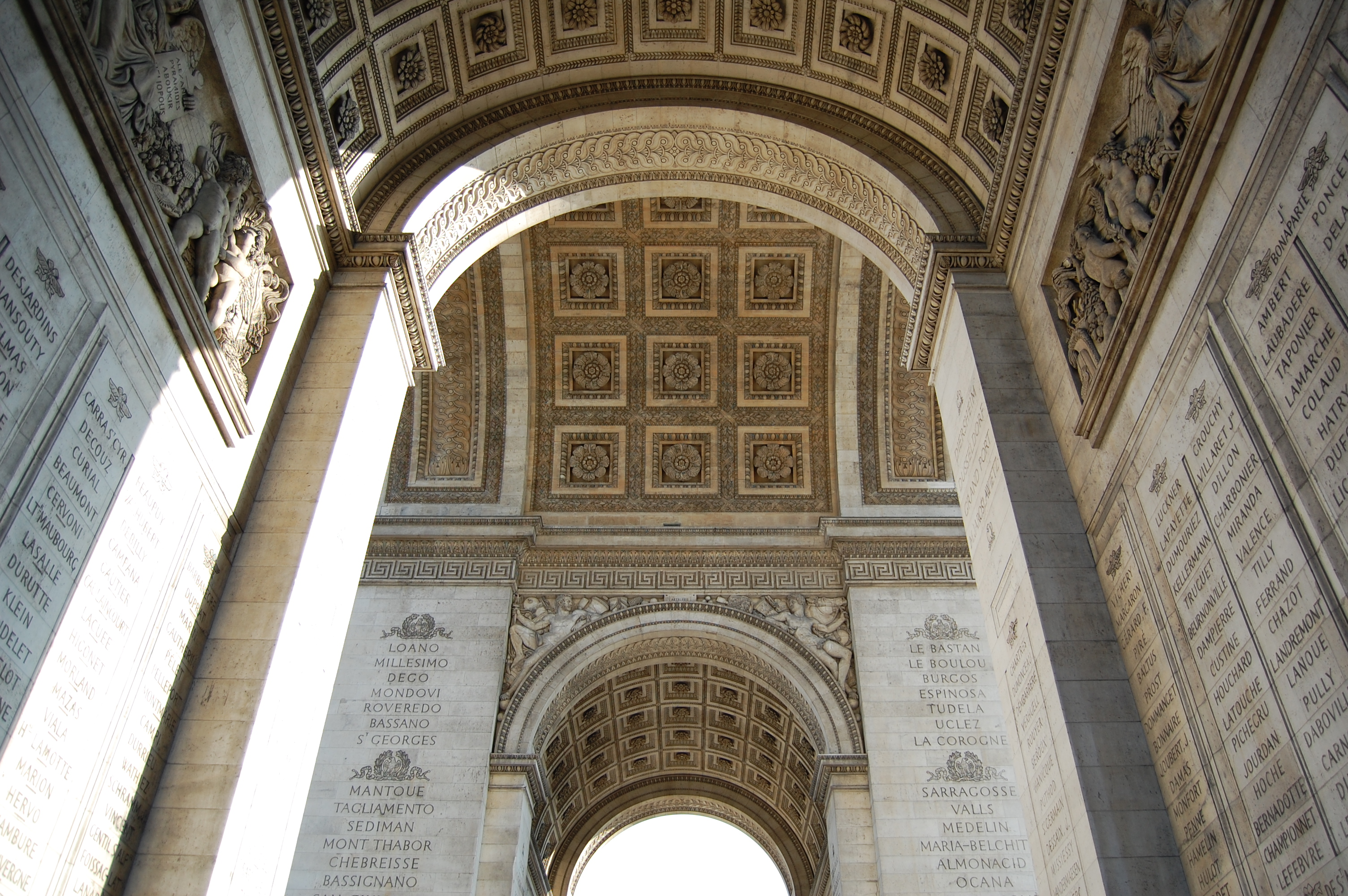

- Os quatro principais grupos escultóricos em cada um dos pilares do Arco são:
  - Le Départ de 1792 (ou La Marseillaise), de François Rude. O grupo escultórico celebra a causa da Primeira República Francesa durante a insurreição de 10 de agosto. Acima dos voluntários está a personificação alada da Liberdade. Este grupo serviu como ferramenta de recrutamento nos primeiros meses da Primeira Guerra Mundial e encorajou os franceses a investir em empréstimos de guerra em 1915-1916.[26]
  - Le Triomphe de 1810, de Jean-Pierre Cortot, celebra o Tratado de Schönbrunn. Este grupo apresenta Napoleão, coroado pela deusa da Vitória.
  - La Résistance de 1814, de Antoine Étex, comemora a resistência francesa aos exércitos aliados durante a Guerra da Sexta Coalizão.
  - La Paix de 1815, de Antoine Étex, comemora o Tratado de Paris, concluído naquele ano.

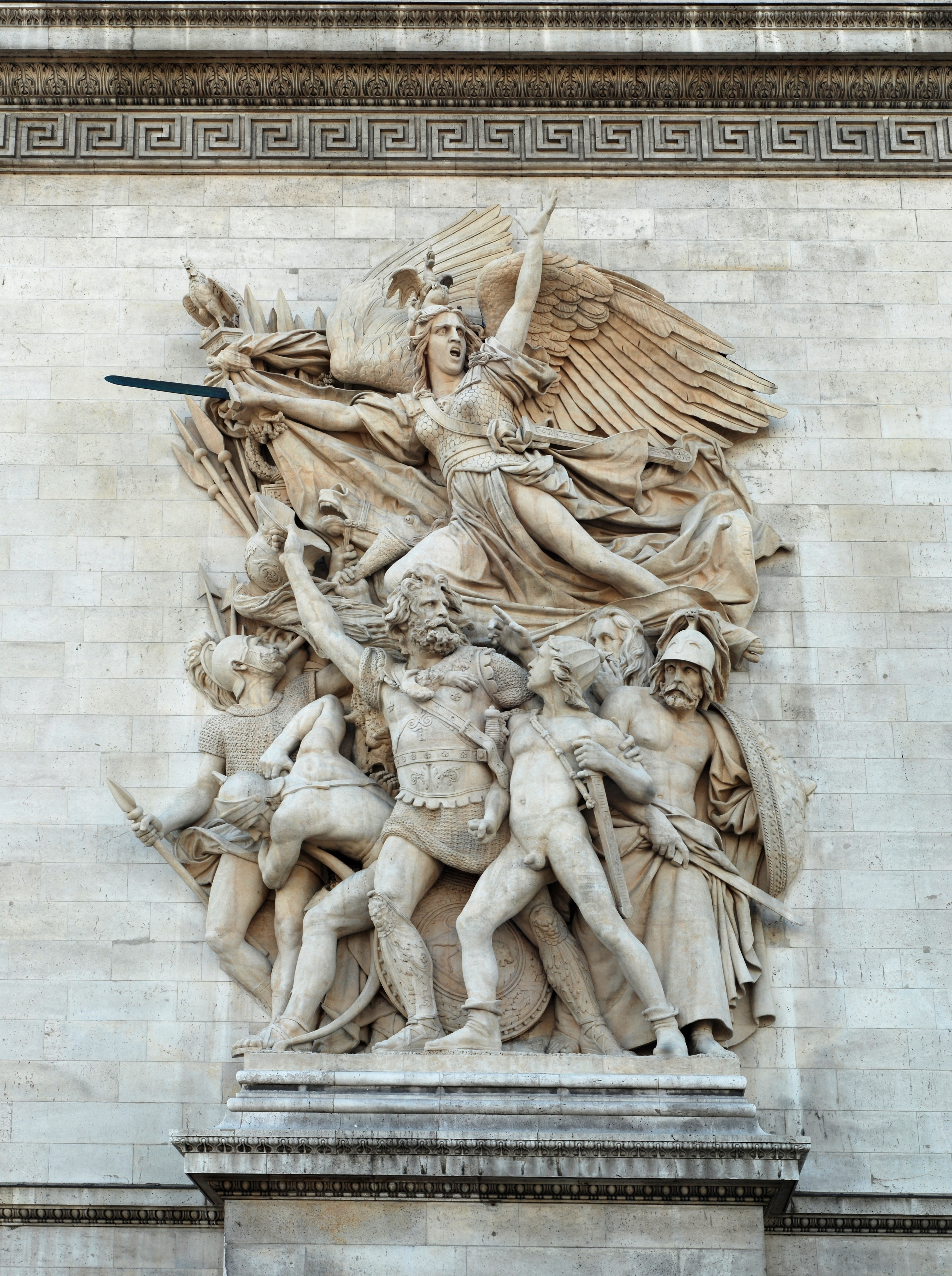
Le Départ de 1792 (La Marseillaise).
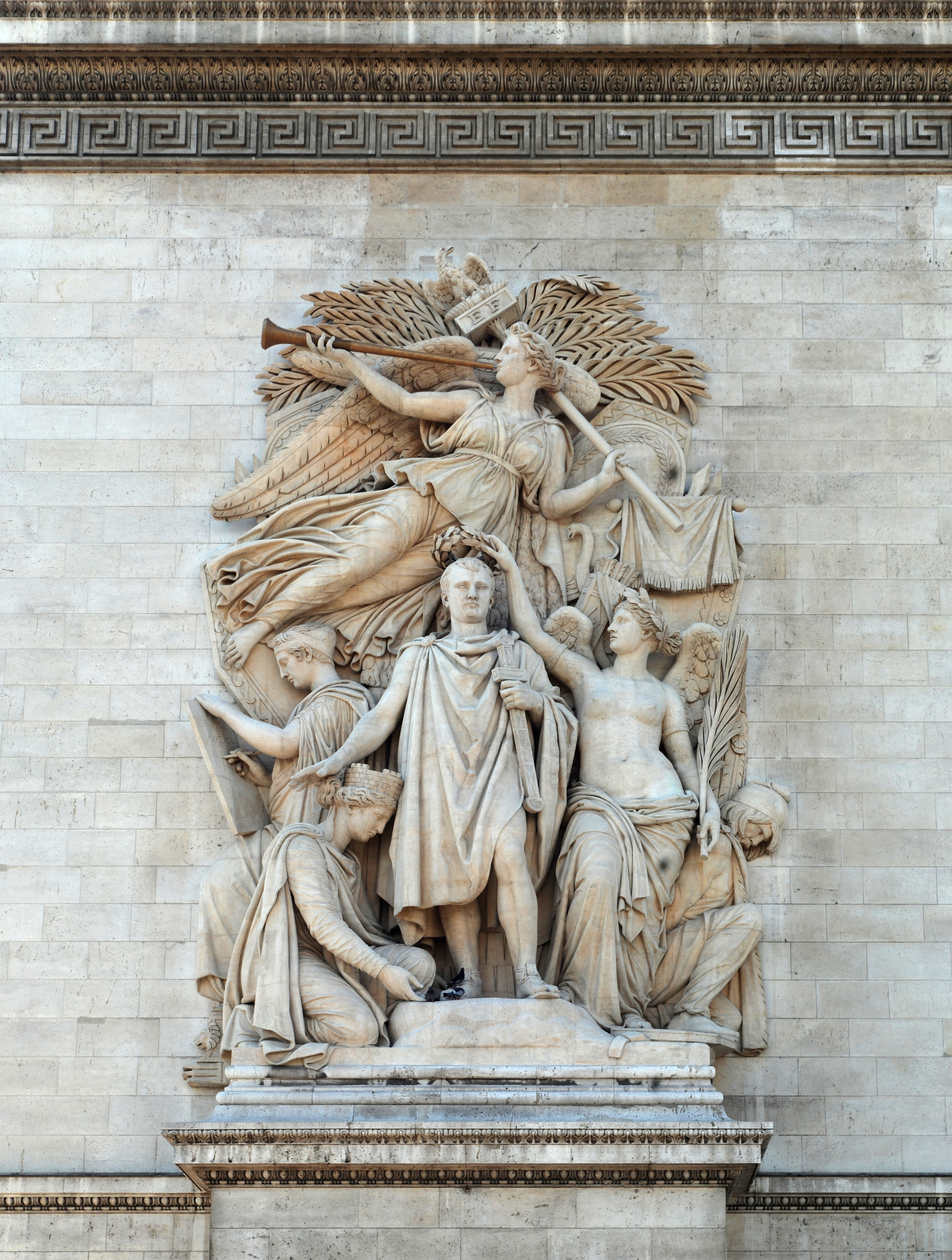
Le Triomphe de 1810.
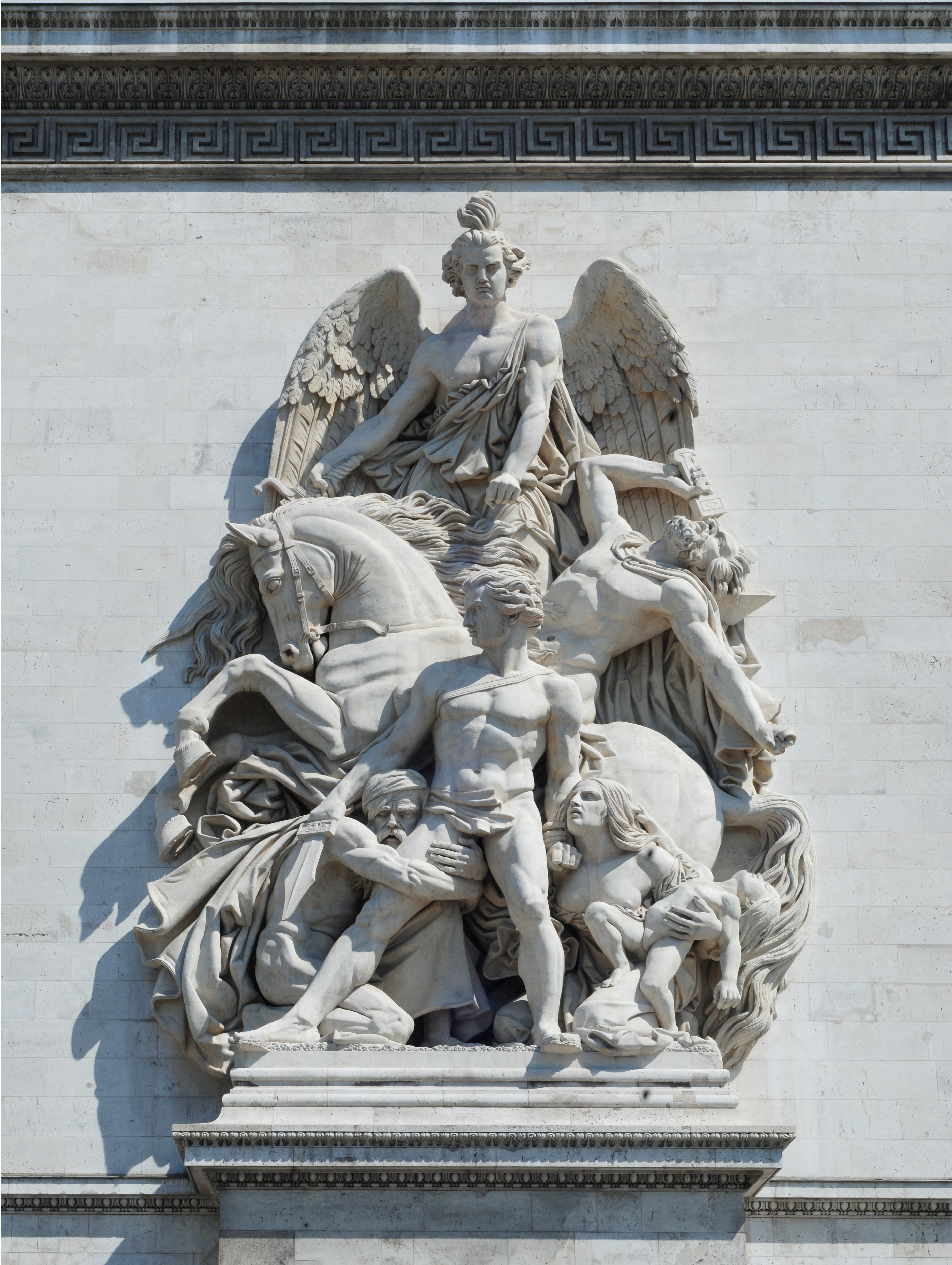
La Résistance de 1814.
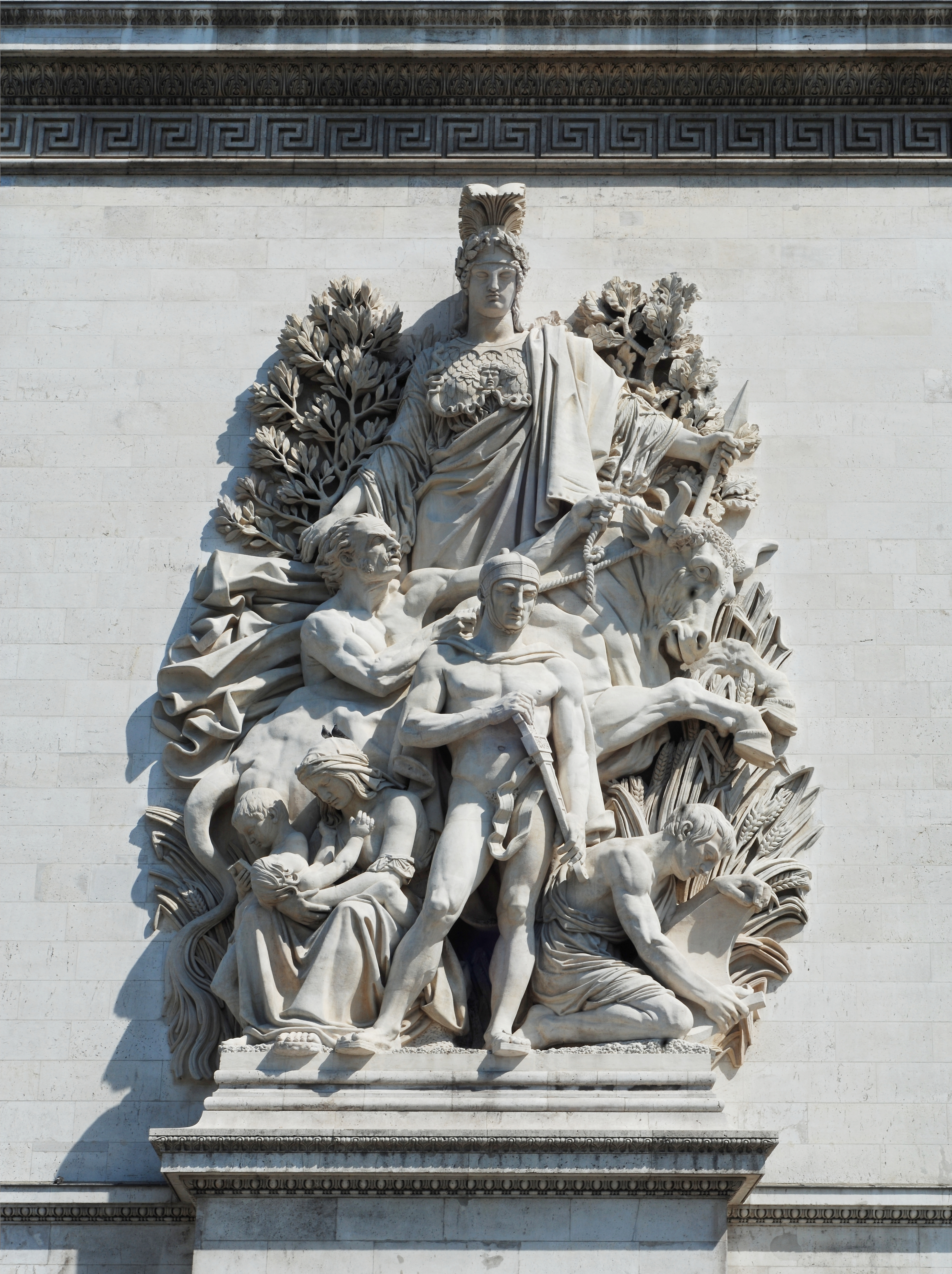
La Paix de 1815.

- Seis relevos esculpidos nas fachadas do Arco, representando momentos importantes da Revolução Francesa e do Primeiro Império Francês, incluem:
  - Les funérailles du général Marceau, de Henri Lemaire (fachada sul, direita).
  - La bataille d'Aboukir, de Bernard Seurre (fachada sul, esquerda).
  - La bataille de Jemappes, de Carlo Marochetti (fachada leste).
  - Le passage du pont d'Arcole, de Jean-Jacques Feuchère (fachada norte, direita).
  - La prise d'Alexandrie, de John-Étienne Chaponnière (fachada norte, esquerda).
  - La bataille d'Austerlitz, de Théodore Gechter (fachada oeste).

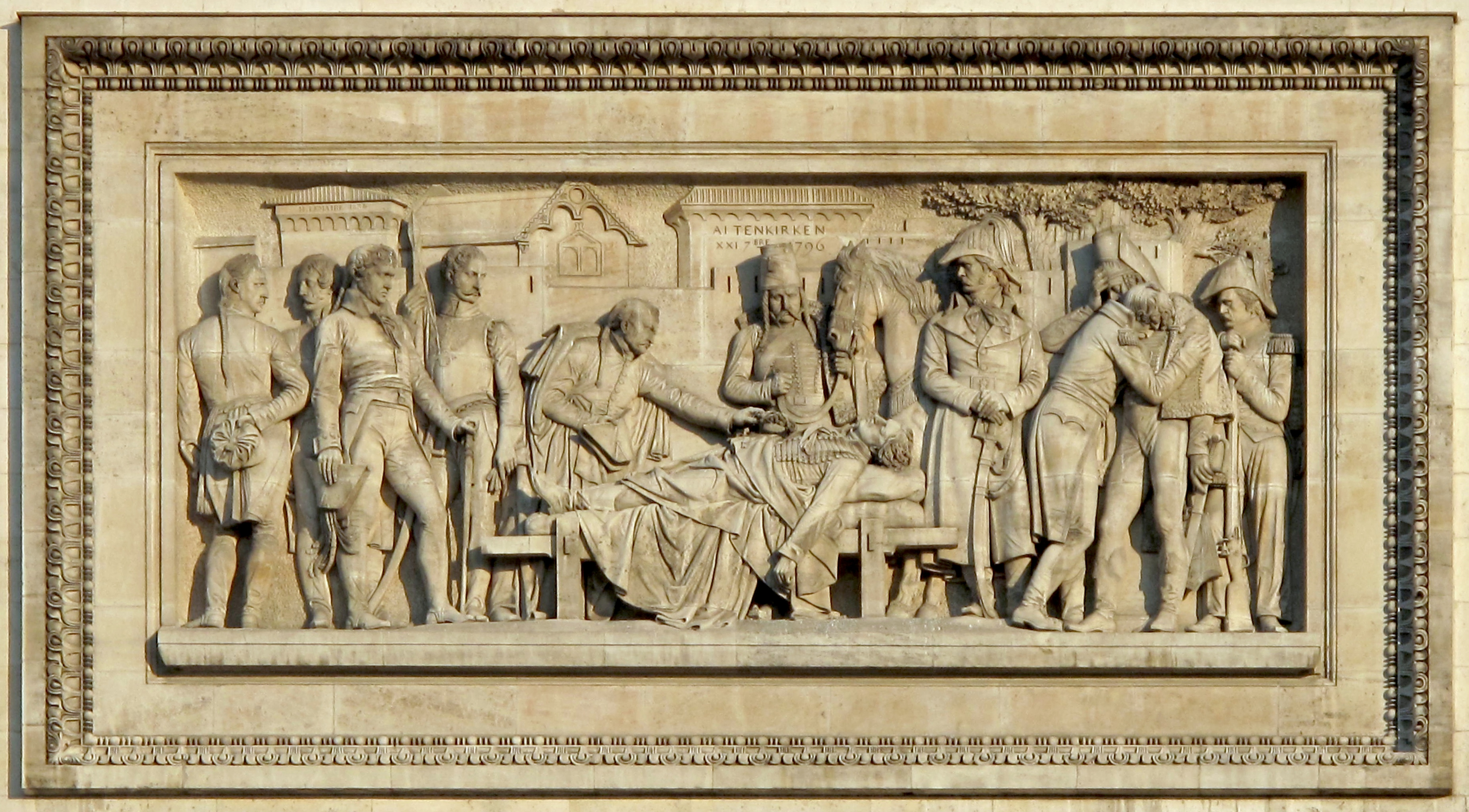
Les funérailles du général Marceau, 21 de setembro de 1796.
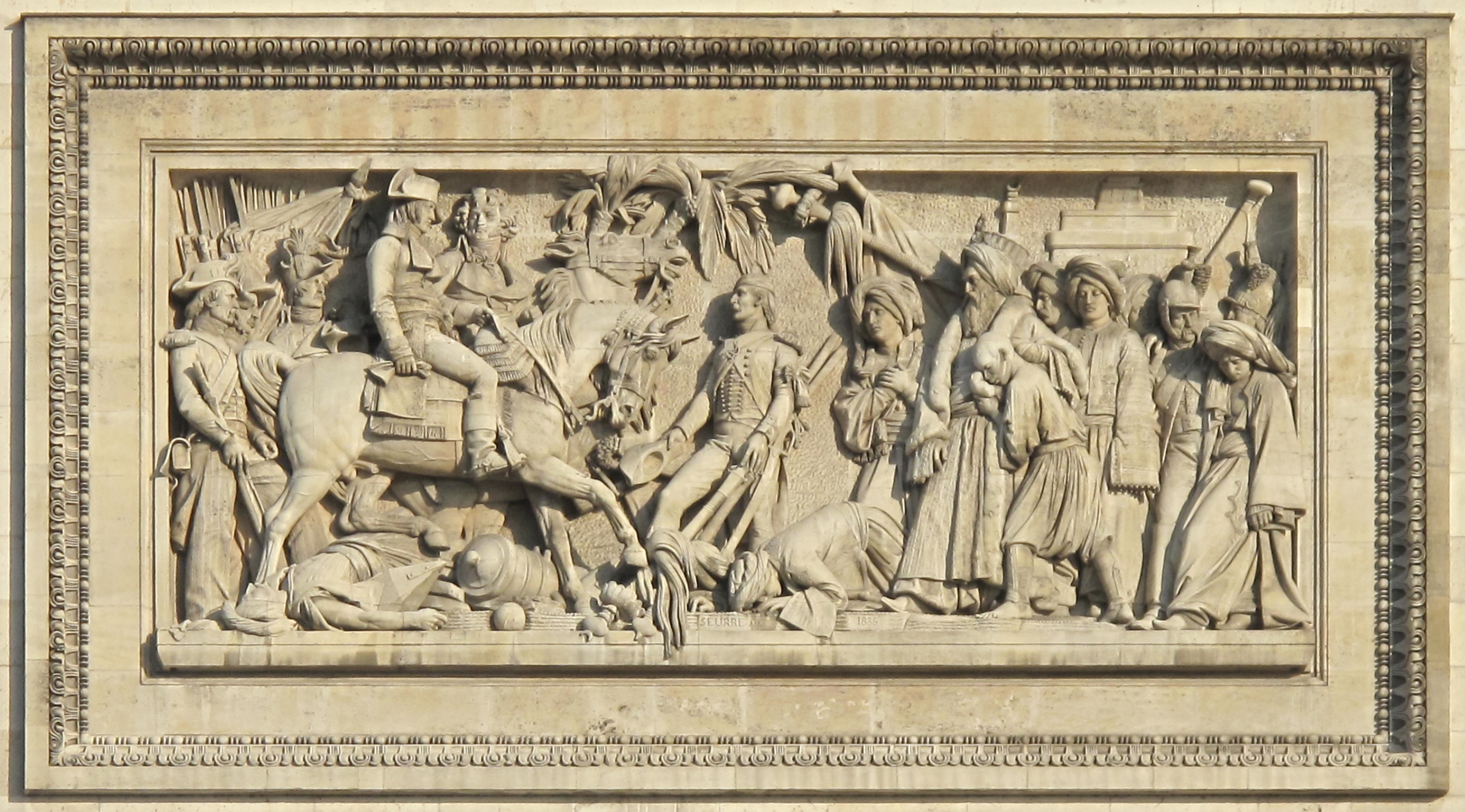
La bataille d'Aboukir, 25 de julho de 1799.
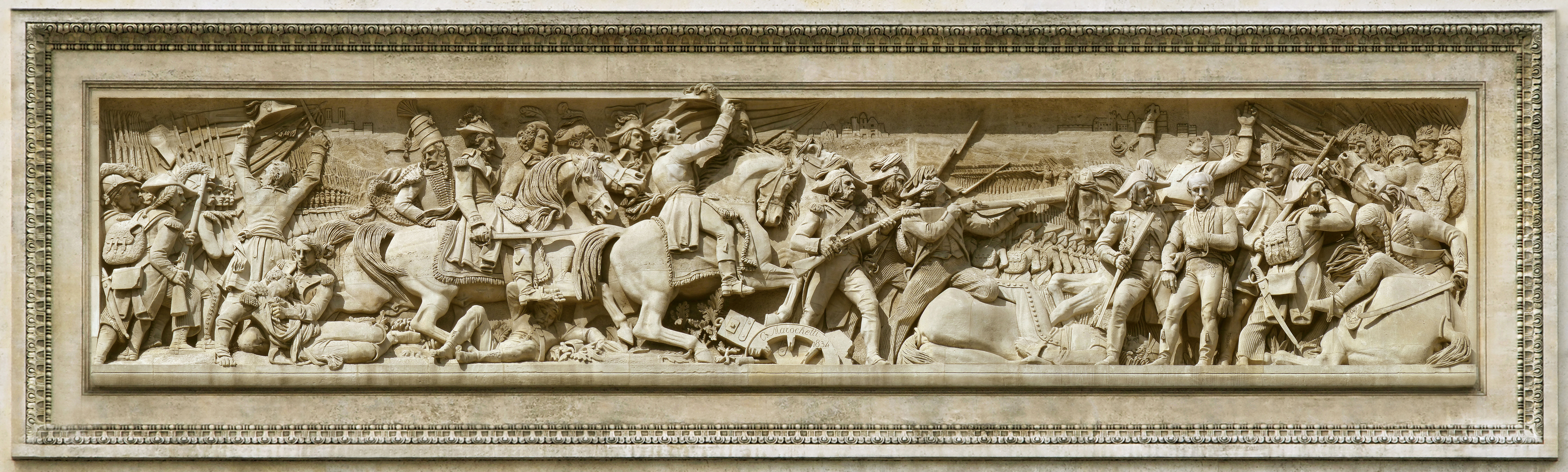
La bataille de Jemappes, 6 de novembro de 1792.

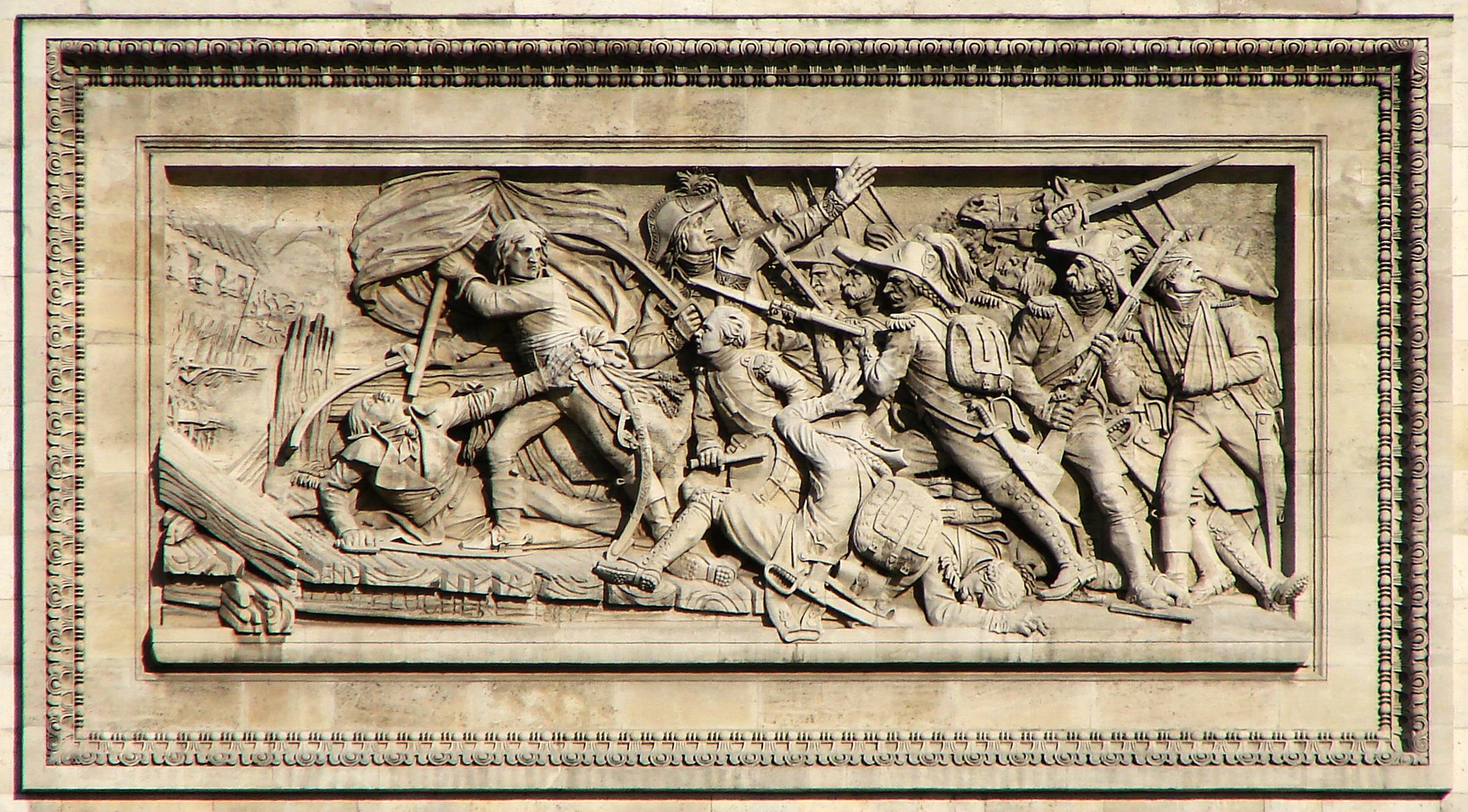
Le passage du pont d'Arcole, 15 de novembro de 1796.
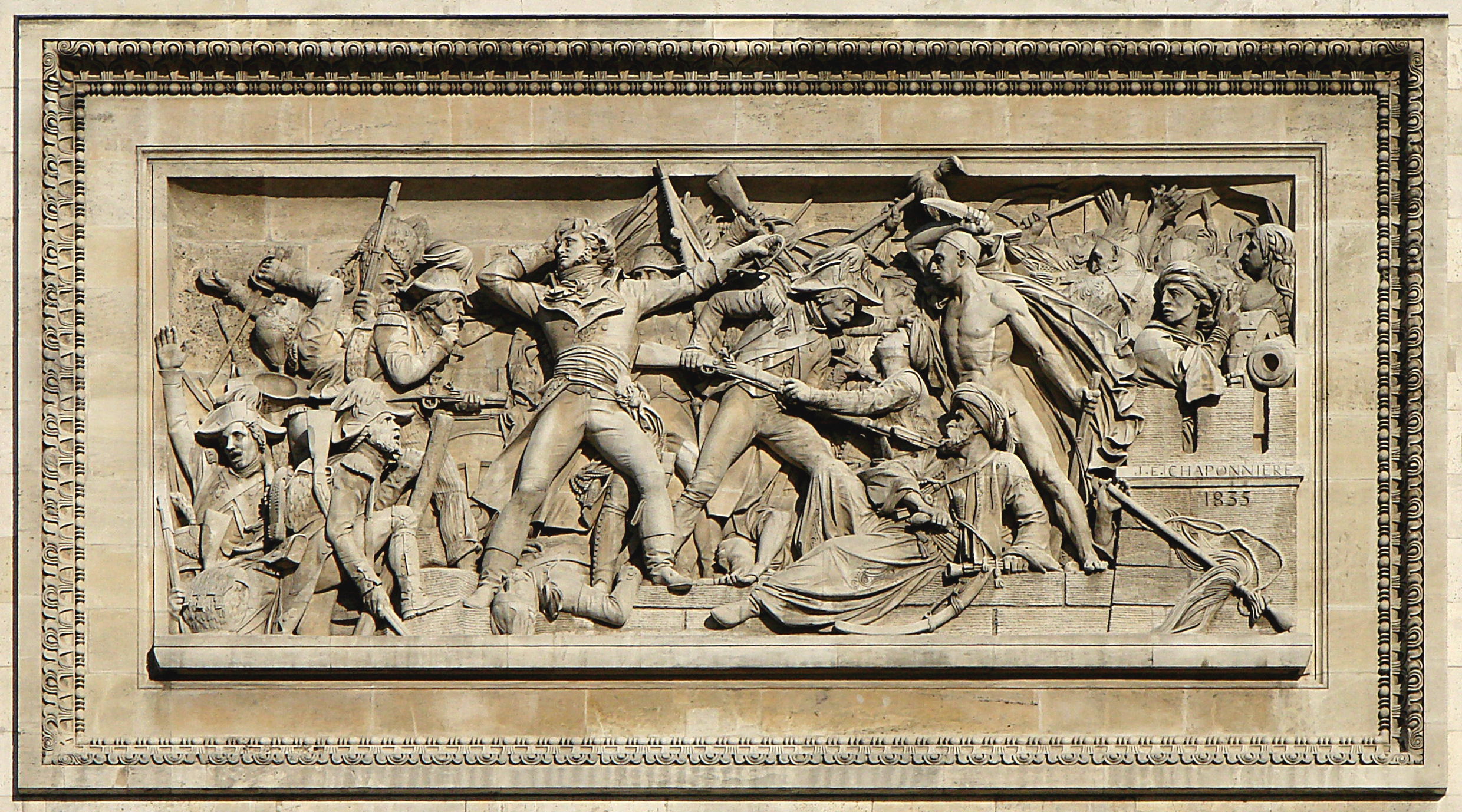
La prise d'Alexandrie, 3 de julho de 1798.
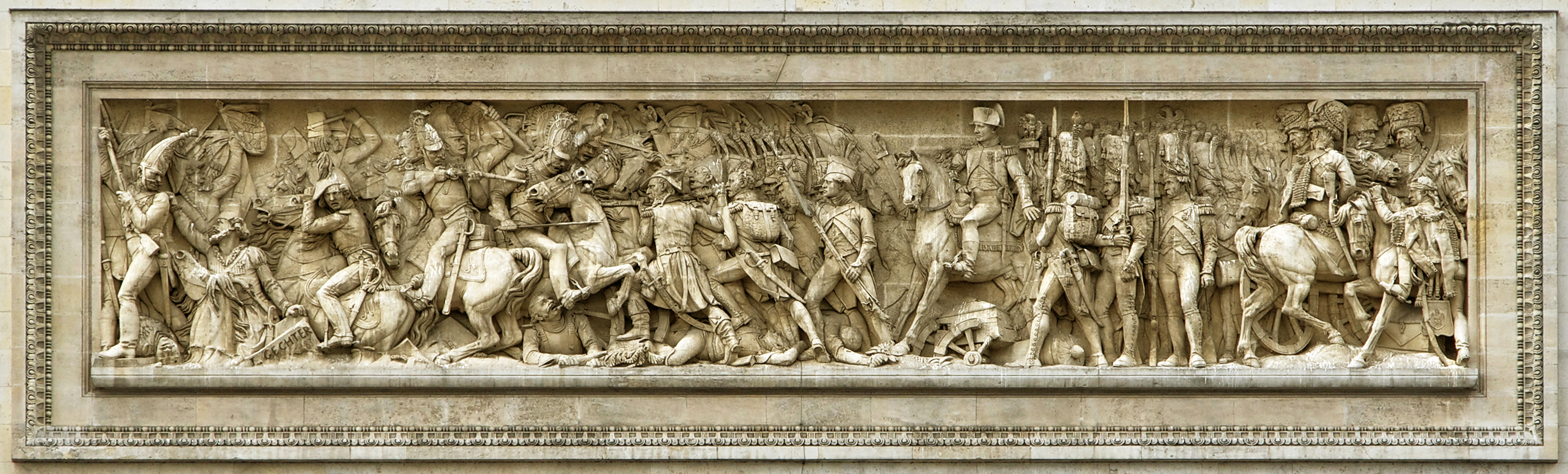
La bataille d'Austerlitz, 2 de dezembro de 1805.

- Os nomes de 158 batalhas travadas pela Primeira República Francesa e pelo Primeiro Império Francês estão gravados no monumento. Entre elas, 30 batalhas estão gravadas no ático:

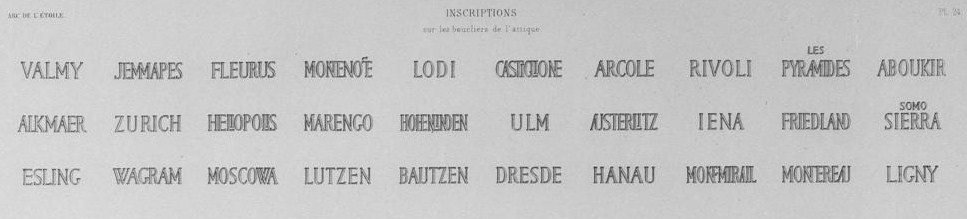

- 96 batalhas estão gravadas nas fachadas internas, sob os grandes arcos:

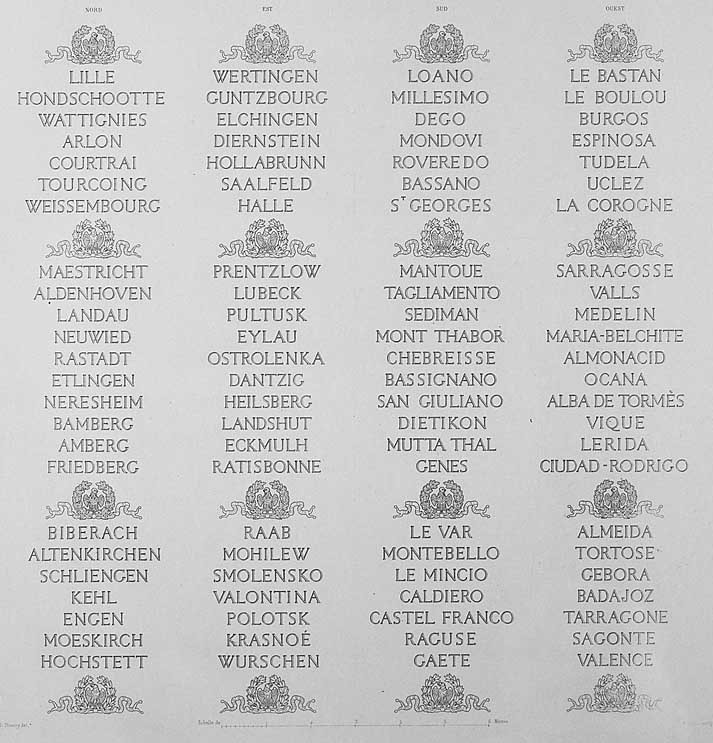

- Os nomes de 660 líderes militares que serviram durante a Primeira República Francesa e o Primeiro Império Francês estão gravados nas fachadas internas dos pequenos arcos.[27] Nomes sublinhados significam aqueles que morreram no campo de batalha:

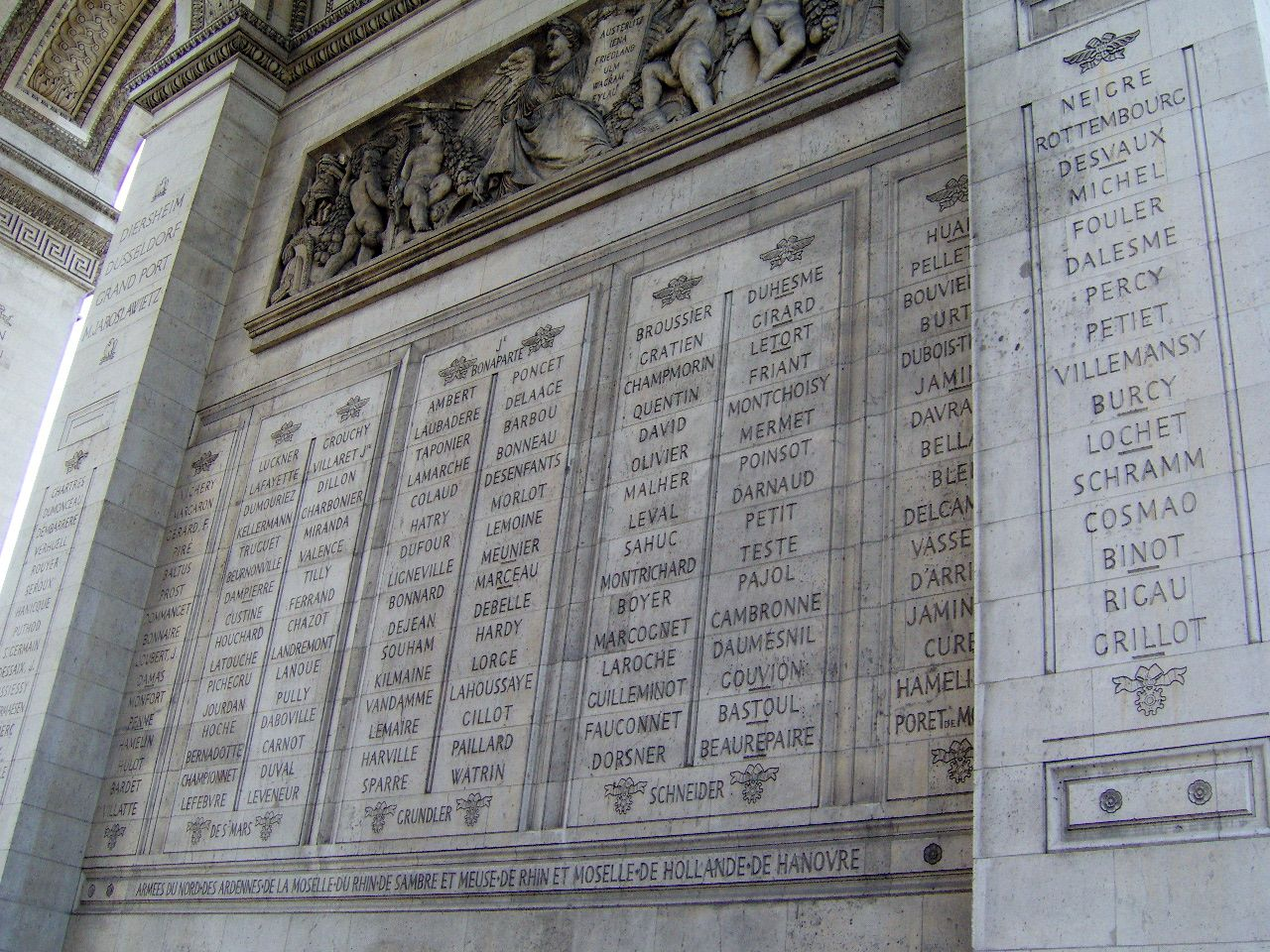
Pilar norte.
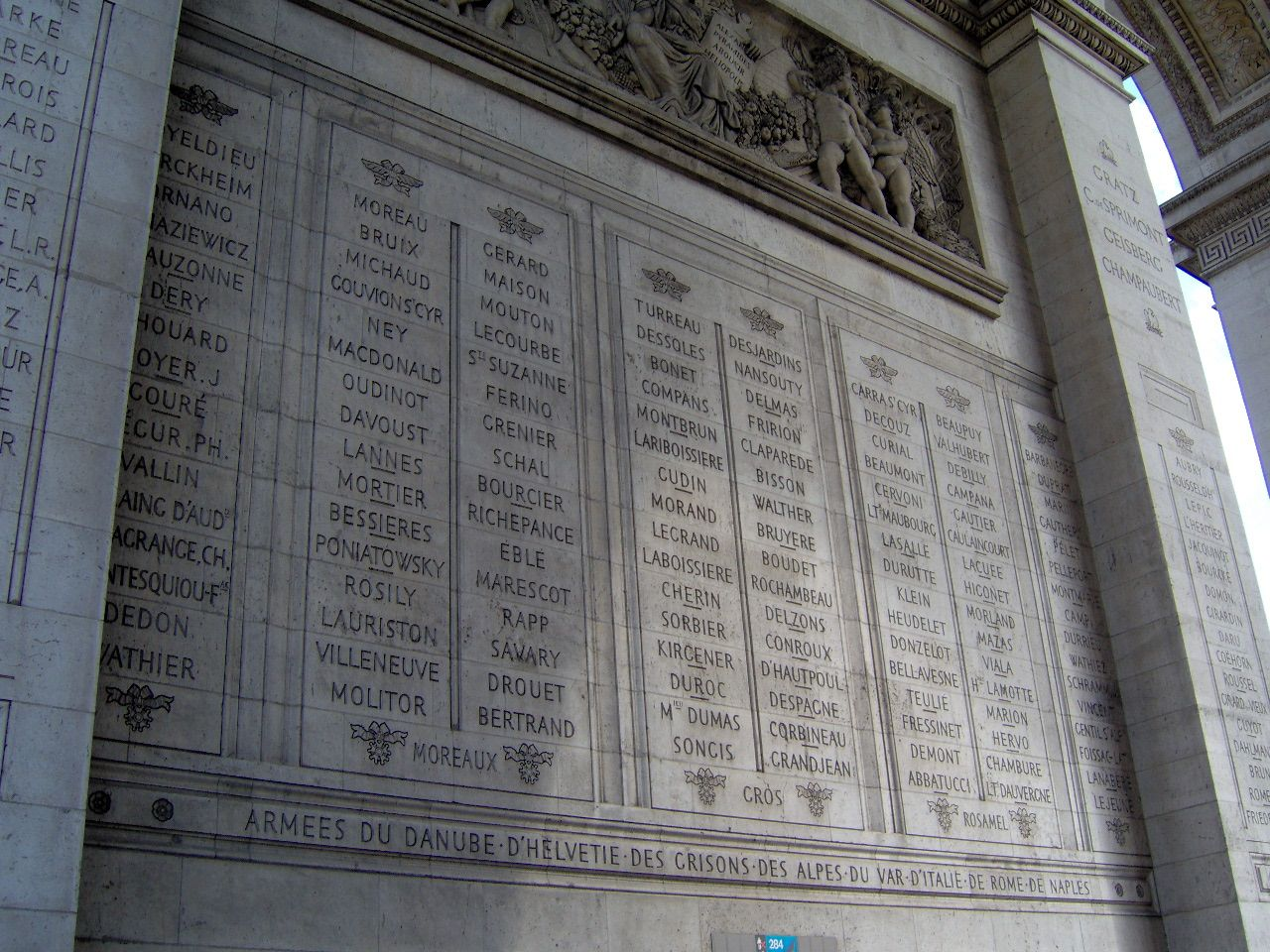
Pilar leste.
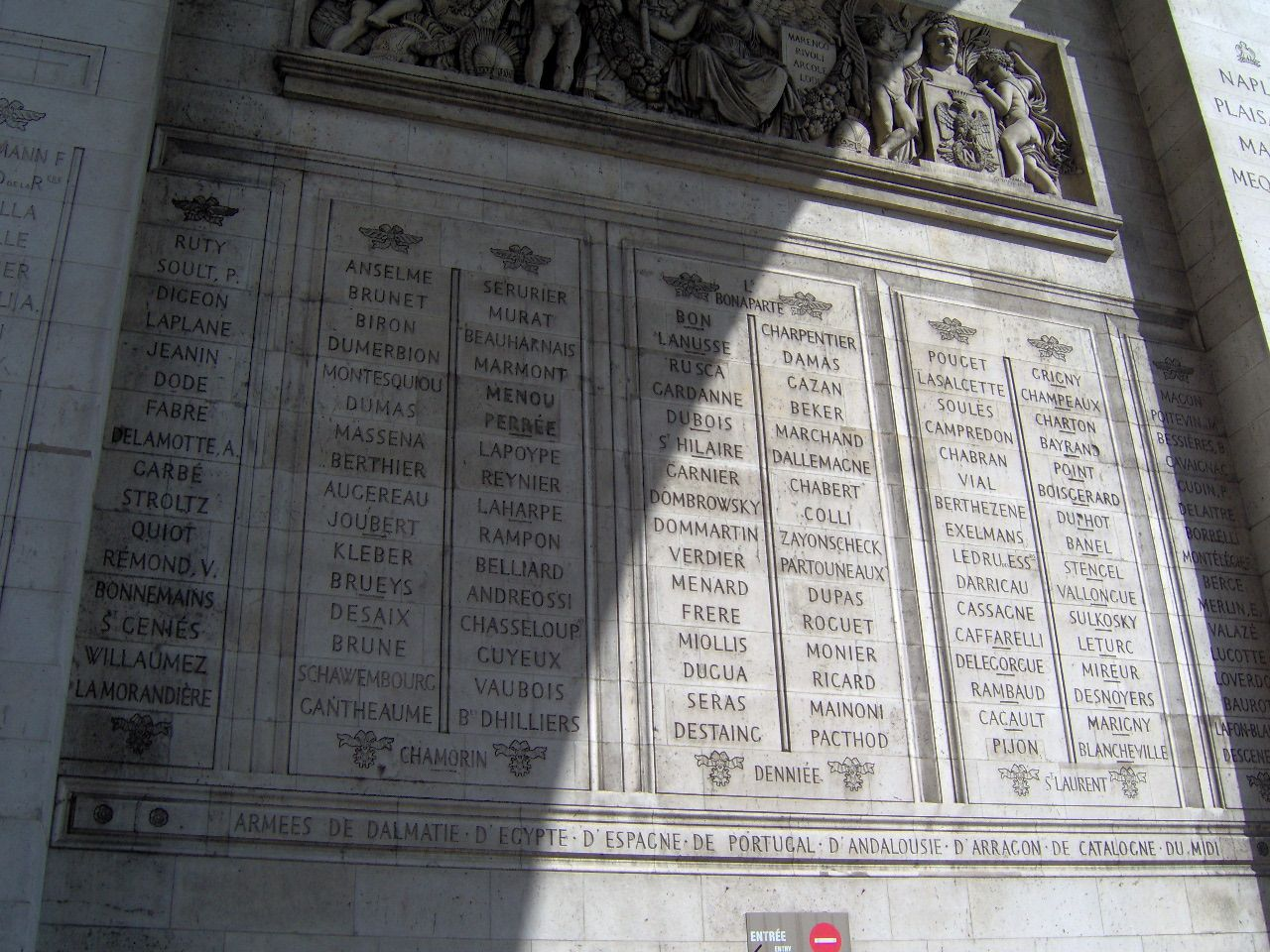
Pilar sul.
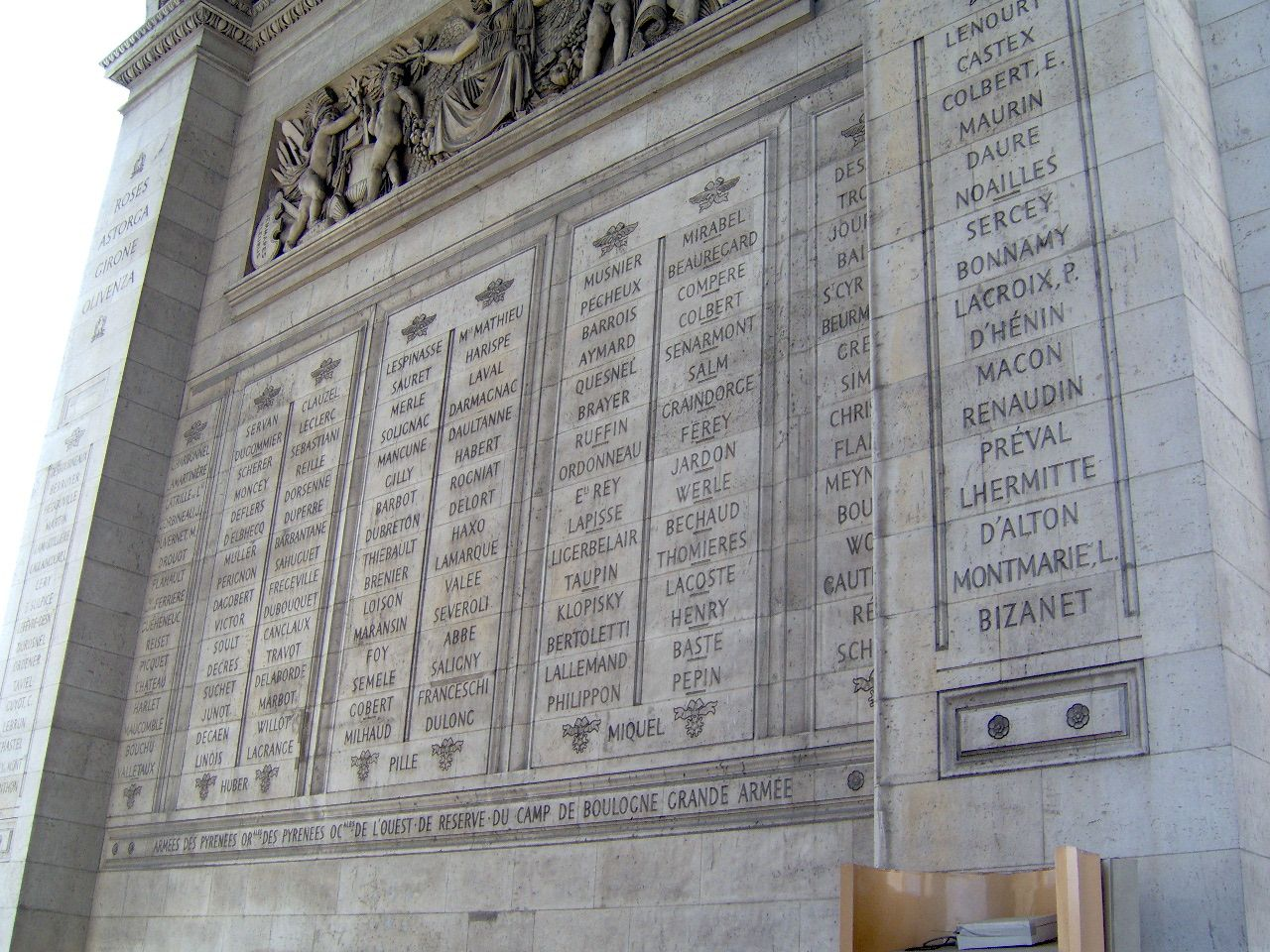
Pilar oeste.

- As grandes arcadas são decoradas com figuras alegóricas representando personagens da mitologia romana (por James Pradier):

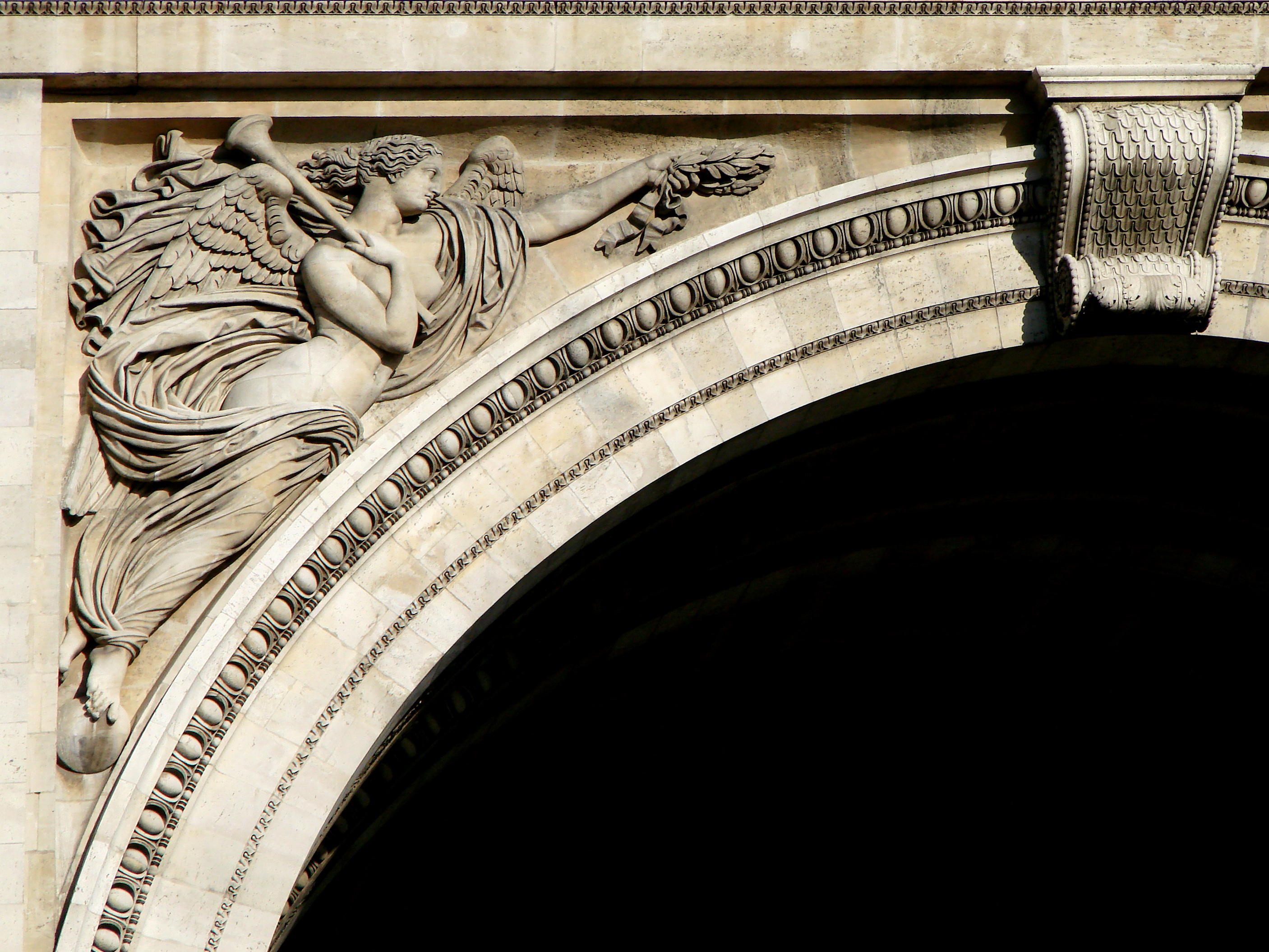
Fachada norte, esquerda
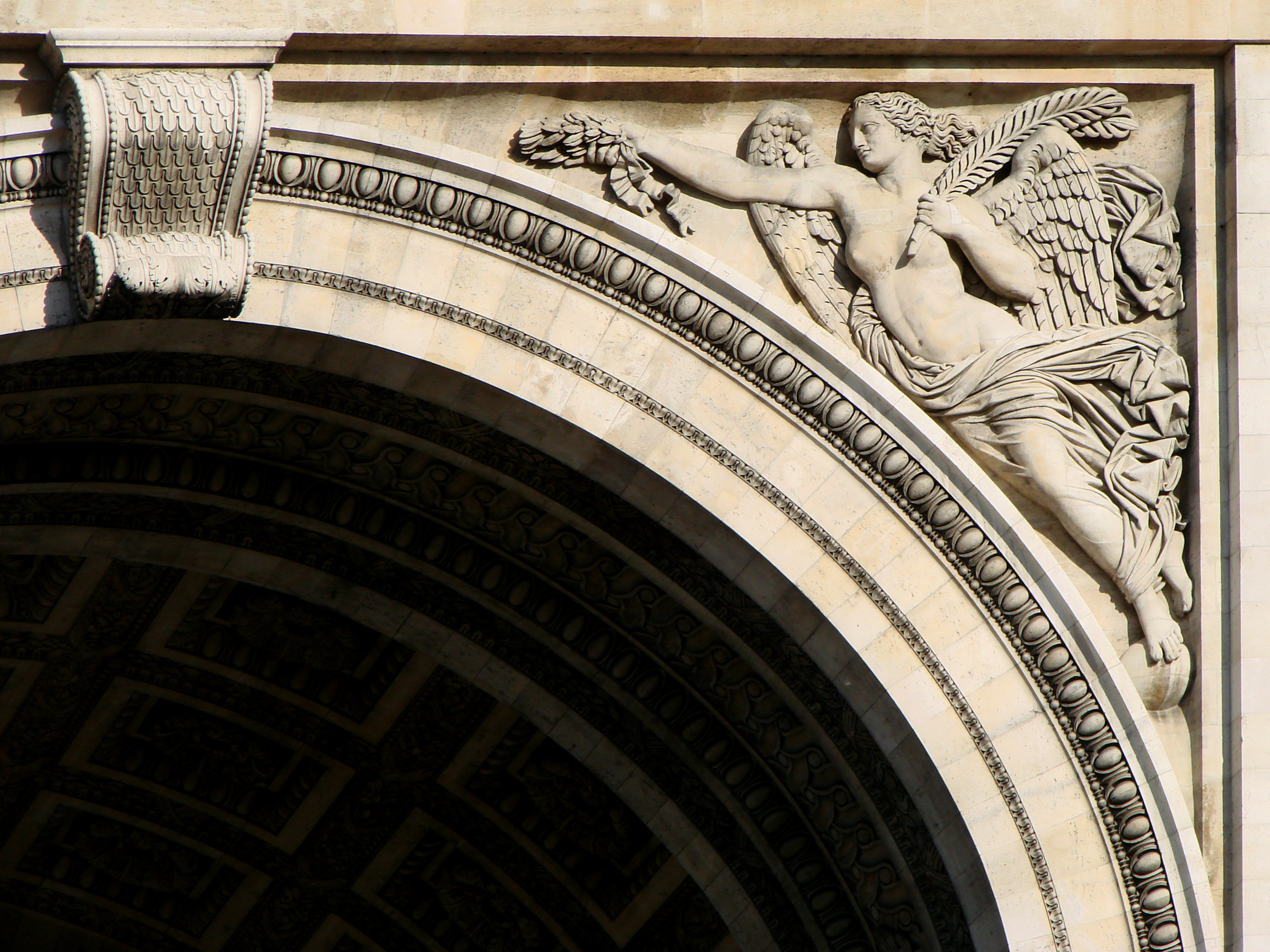
Fachada norte, direita
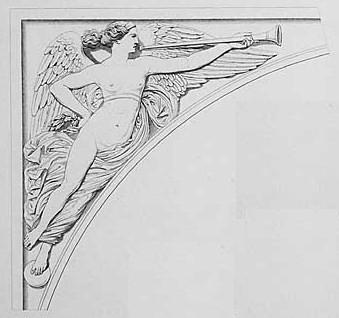
Fachada sul, esquerda
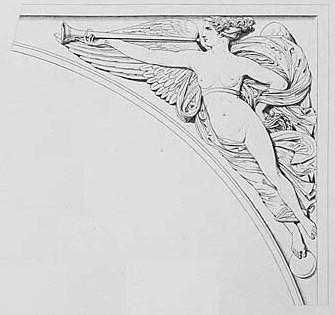
Fachada sul, direita

- O teto com rosas esculpidas:

- Interior do Arco do Triunfo:

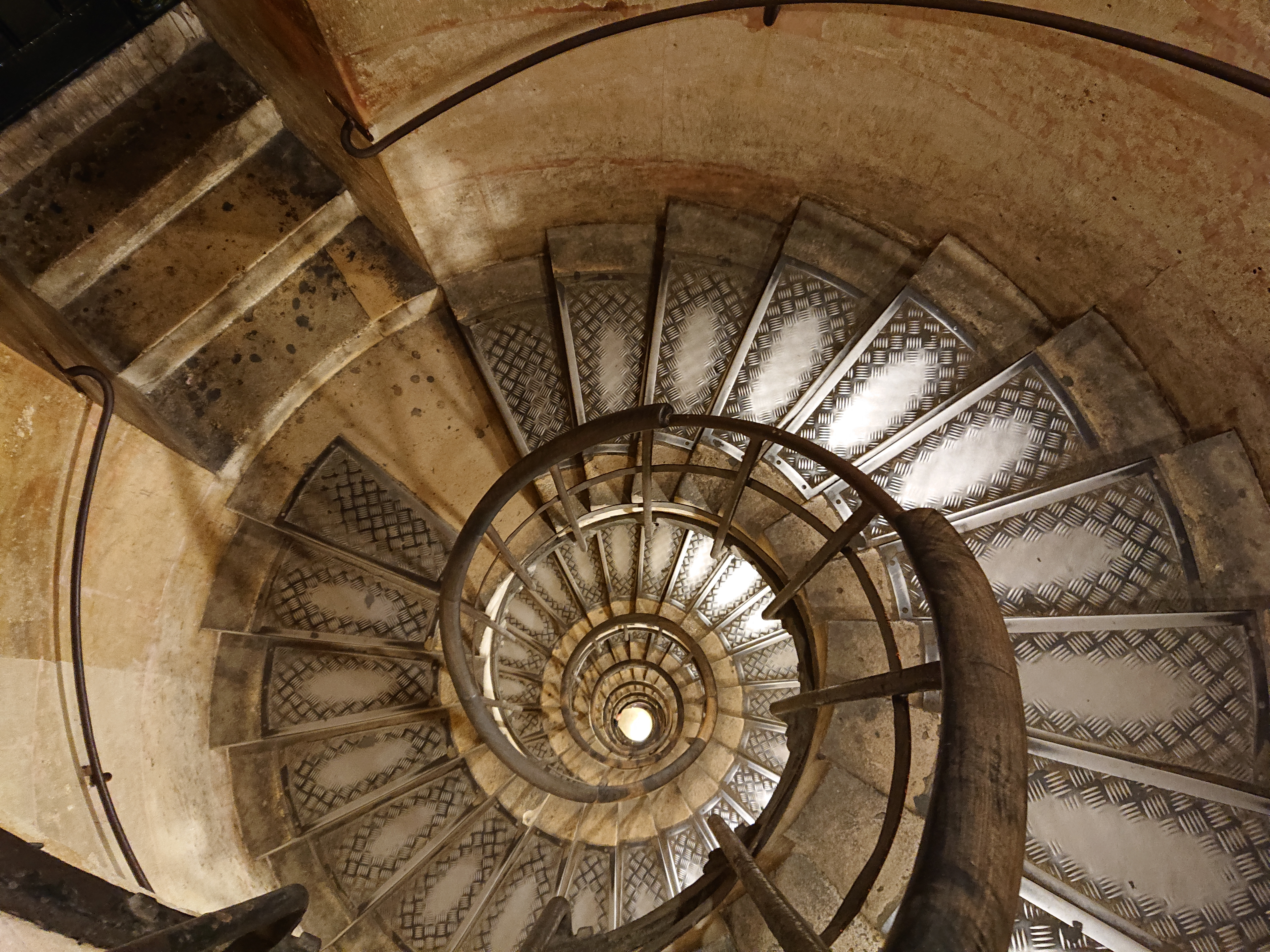
Escada com 284 degraus.
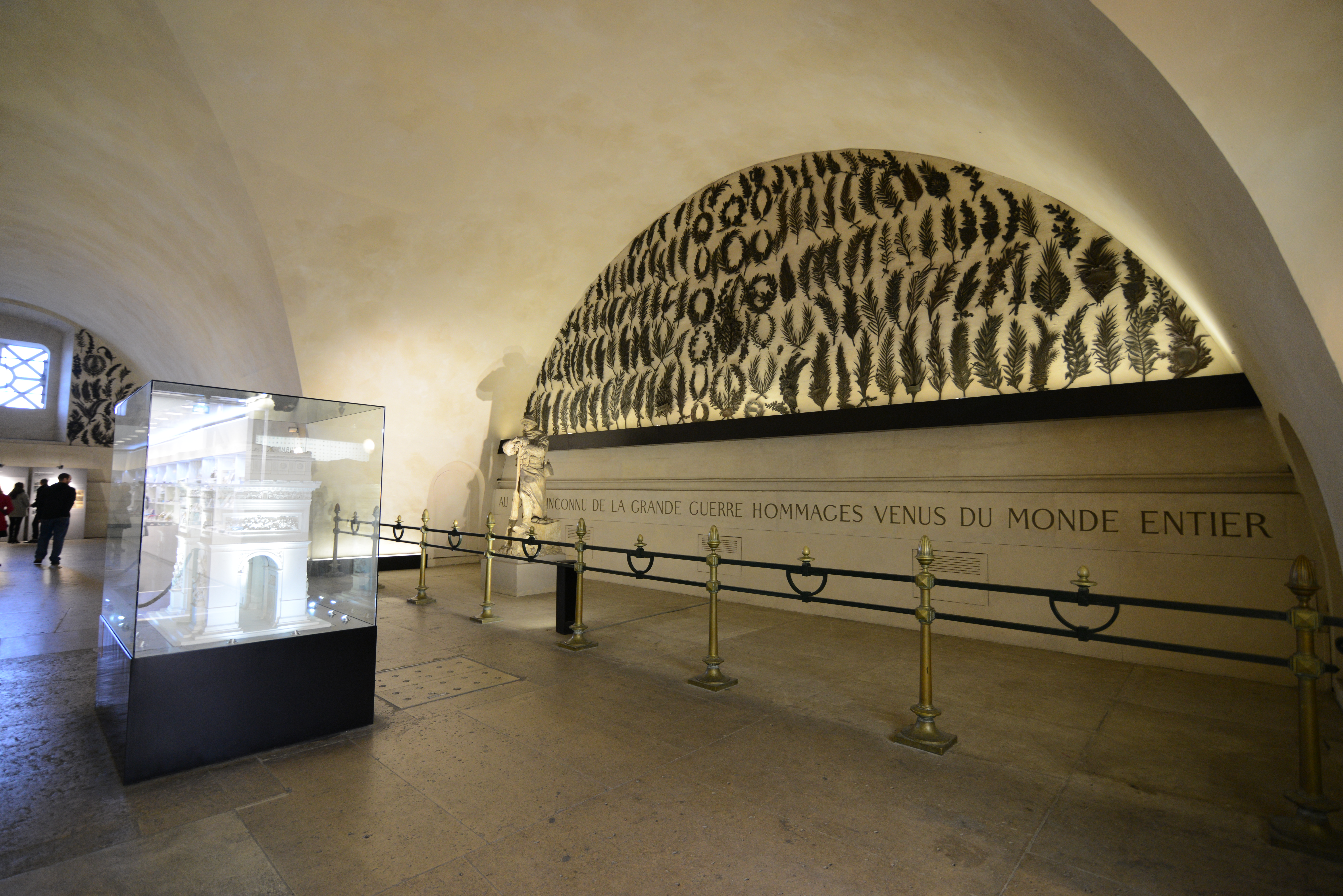
Exposição permanente sobre o design do Arco.
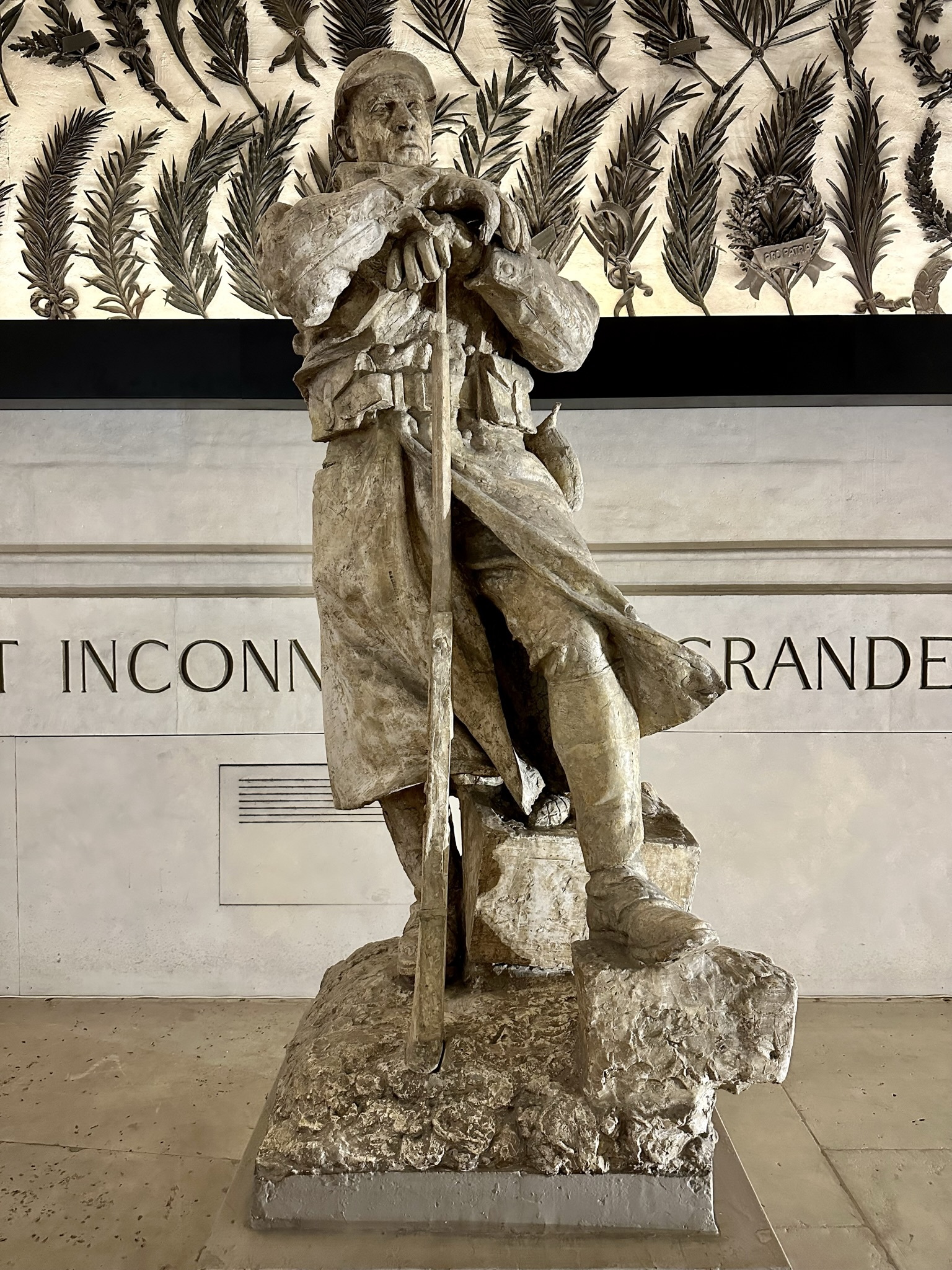
Monumento da Primeira Guerra Mundial.
Exposição permanente sobre o design do Arco.

- Existem várias placas ao pé do monumento:

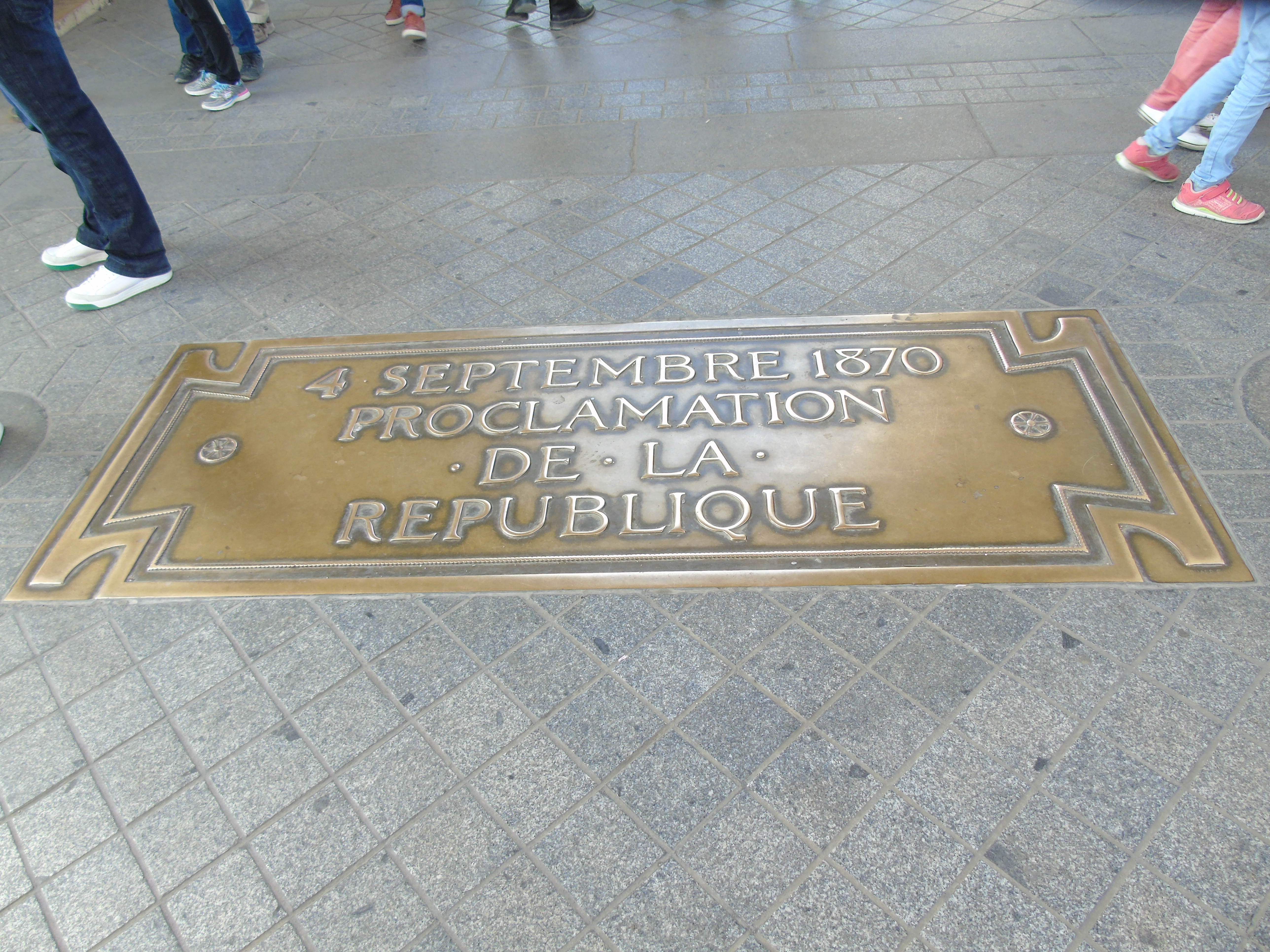
Placa da Proclamação da Terceira República Francesa, 1870.
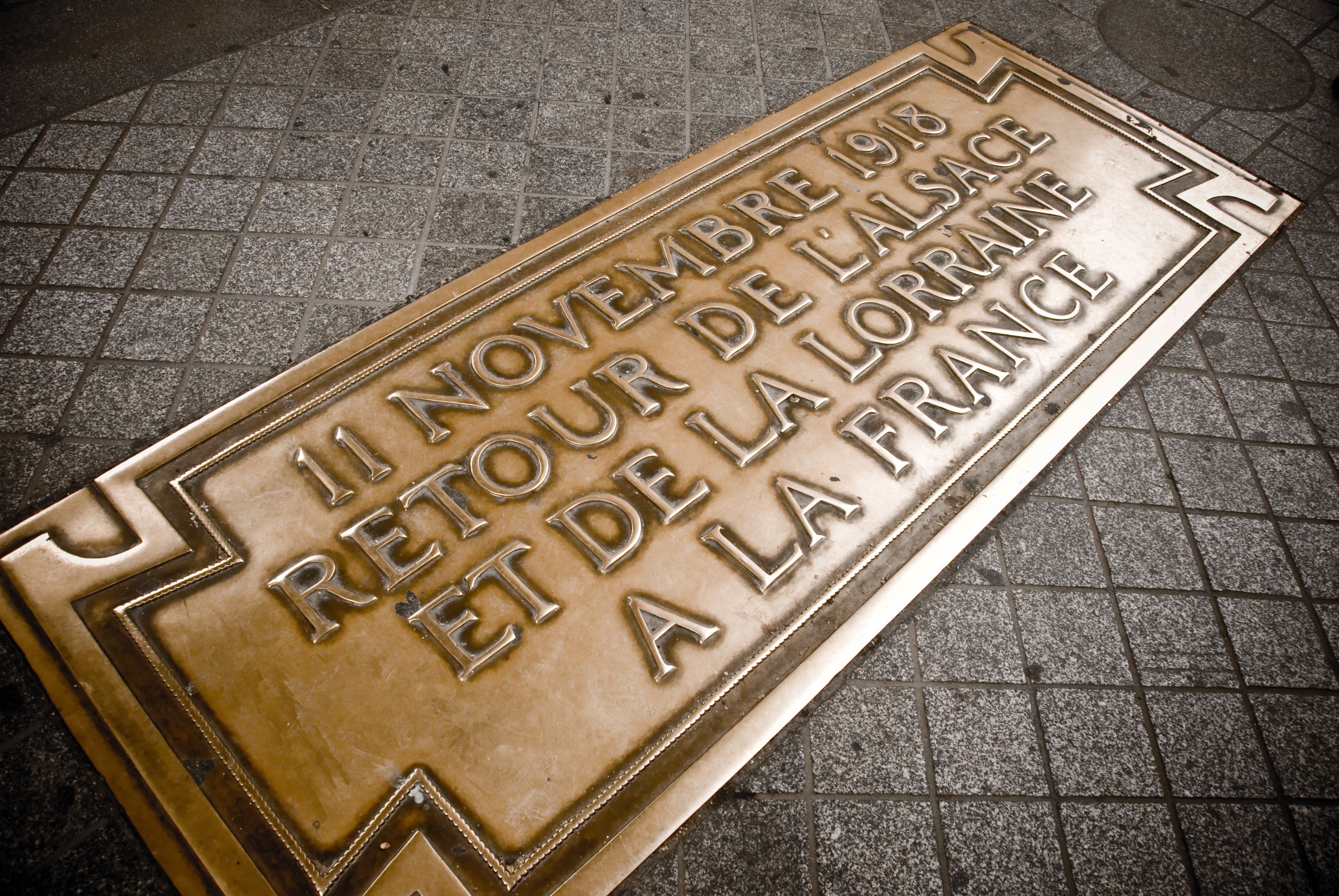
Placa comemorativa do regresso das regiões da Alsácia e da Lorena a França, 1918.
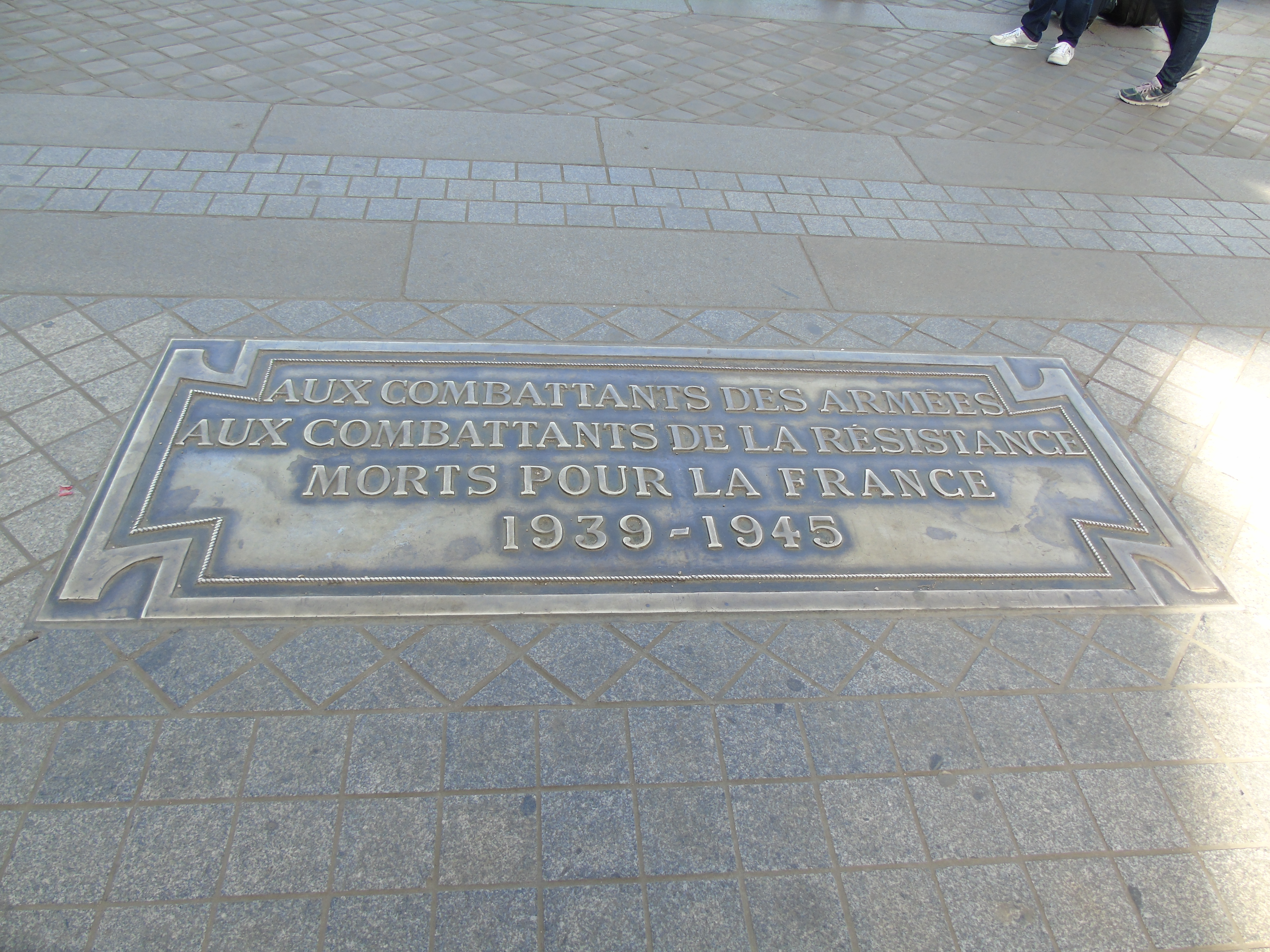
Placa em memória dos combatentes do exército e da resistência que morreram pela França, 1939–1945.
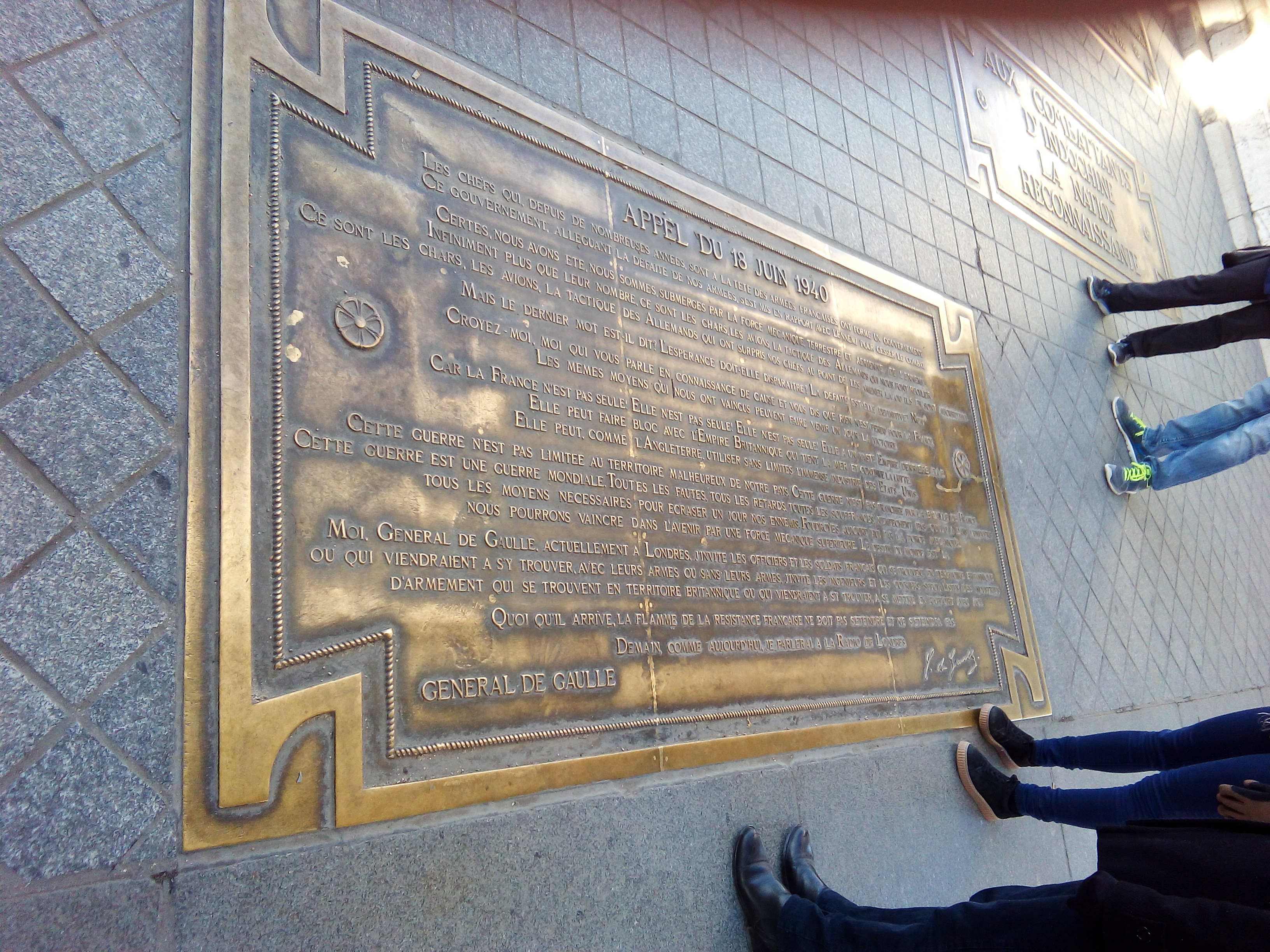
Placa do discurso de De Gaulle, 1940.